# نیسان پاترول
نیسان پاترول (به ژاپنی: 日産・パトロール)، یک خودروی شاسی‌بلند دو دیفرانسیل (چهارچرخ متحرک) ساخت شرکت نیسان ژاپن است. در سال ۱۹۵۱ نخستین سری از خودروهای دو دیفرانسیل (چهارچرخ متحرک) و بیابان‌گرد کمپانی نیسان به‌نام پاترول، معرفی شد. در سال ۱۹۸۰، تجهیزات لوکس بسیاری بر این خودرو افزوده شد، به‌طوری‌که از آن زمان به بعد، پاترول تنها یک خودرو بیابانی و کوهستانی نیست بلکه خودرویی است در چندین مدل برای سلیقه‌های مختلف. برای اولین بار پاترول دو گونه ۵ در و ۳ در، شاسی‌بلند عرضه شد، و این تغییرات و تنوع همگام با پیشرفت تکنولوژی در صنعت خودرو و به‌کارگیری آن در ساخت پاترول باعث شده که این خودرو به شهرت دست پیدا کند تا جایی که  در کشورهایی چون انگلستان، آلمان، اسپانیا و بلژیک اقدام به برپایی خط تولید آن نمود. نیسان آمریکا تاکنون در هفت نسل مختلف تولید شده‌است و در سال ۲۰۱۰  نسل ششم نیسان پاترول امریکا توسط شرکت نیسان معرفی گردید.
پاترول در استرالیا، آمریکای مرکزی و جنوبی، آفریقای جنوبی، بخش‌هایی از آسیای جنوب شرقی و اروپای غربی و همچنین غرب آسیا در دسترس است. Y61 به عنوان یک وسیله نقلیه نظامی در کشورهای آسیایی و خاورمیانه تولید می‌شود. مدل‌های Y61 در کنار Y62 فعلی تولید می‌شوند. پاترول‌های Y60 و Y61 اصلی‌ترین وسایل حمل و نقل نیرو بودند که توسط ارتش ایرلند مورد استفاده قرار می‌گرفت.

## نسل اول (سری 4W60، از ۱۹۵۱ تا ۱۹۶۰)
به منظور جوابگویی به احتیاجات ارتش ژاپن (نیاز به خودروهای پرقدرت بیابانی) در سال ۱۹۵۱ اولین خودروی دو دیفرانسیل (چهارچرخ متحرک) کمپانی نیسان به نام پاترول از خط تولید نیسان خارج شد. این خودرو از بسیاری جهات مورد توجه ژاپنی‌ها قرار گرفت، از نظر ظاهری نیز بسیار شبیه به خودرو ویلیس ام‌بی ساخت آمریکا بود.

## نسل دوم (سری ۶۰، از ۱۹۵۹ تا ۱۹۸۰)
نیسان پاترول ۶۰ (مدل دو در؛ ۲۲۰۰ میلی‌متر چرخ محور چرخ) و جی۶۰ (دو در؛ ۲٫۵۰۰ میلی‌متر (۹۸٫۴ اینچ) برای اولین بار در سال ۱۹۶۰ در استرالیا فروخته شد. پاترول‌های فرمان سمت چپ ال۶۰ / جی‌ال۶۰ در خارج از استرالیا فروخته می‌شدند. مشتریان آمریکایی و کانادایی می‌توانستند پاترول را فقط از سال ۱۹۶۲ تا ۱۹۶۹ بخرند.
پاترول‌ها در آن دوره، از طریق نمایندگی‌های داتسون فروخته می‌شدند و این خودرو، تنها خودرو با نشان کمپانی نیسان تا اوایل دهه ۱۹۸۰ در ایالات متحده بود. نیسان استرالیا اظهار داشت که خودروهای سری ۶۰، نخستین خودروهایی بودند که تا آن زمان توانسته بودند بیابان سیمپسون را بپیمایند.

## نسل سوم (سری ۱۶۰، از ۱۹۸۰)

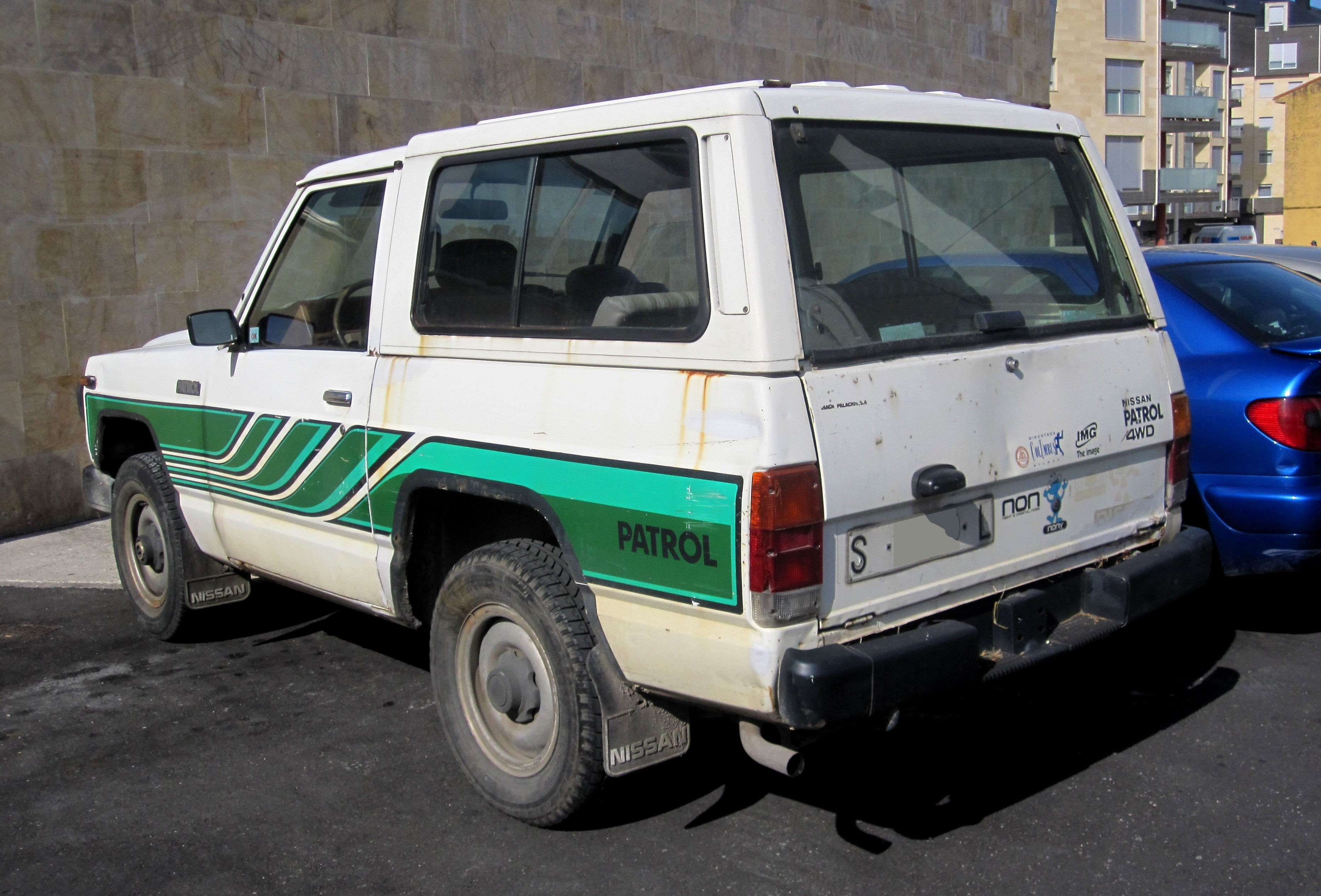
نیسان پاترول (اسپانیا)

پاترول ۱۶۰ از سال ۱۹۸۰ برای جایگزینی سری ۶۰ معرفی شد. این سری در استرالیا با نام پاترول ام‌کیو، عرضه شد. پس از خرید بخشی از سهام کمپانی موتور ایبریکا توسط نیسان، تولید این سری خودرو در اسپانیا نیز آغاز شد. مدل فیس‌لیفتی با عنوان پاترول ۲۶۰، نیز در فاصلهٔ سال‌های ۱۹۸۶ تا ۱۹۹۳ تولید شد. در سال ۱۹۸۰، موتورهای موجود L28، P40 و SD33 بودند. همه مدل‌ها با گیربکس دستی چهار سرعته در دسترس بودند، در حالی که یک خودرو سه سرعته در خودروهای چرخدار بلند مجهز به موتور L28 اختیاری بود. تمام ۱۶۰ سری گشت با یک مورد جابجایی افست دو سرعته همراه بودند که دارای یک دنده بالا ۱: ۱ و یک دنده پایین بود. همه مدل‌ها دارای تعلیق بودند. وسایل نقلیه SD33 دارای لوازم الکترونیکی ۲۴ ولت بودند. گزینه‌ها و رنگ‌های مختلفی برای داشبورد در دسترس بود، گزینه‌هایی از جمله وینیل یا کف فرش و تریم داخلی داخلی آبی یا قهوه ای. تهویه مطبوع و فرمان هیدرولیک در مدل‌های لوکس موجود بود.
دیفرانسیل جلو در تمام مدلها C200 بود. در استرالیا، دیفرانسیل استاندارد عقب H233 بود. برخی از نسخه‌ها دارای تفاوت‌های لغزش محدود (LSD) هستند. مدل سنگین دیفرانسیل عقب در برخی از کامیون‌های وانت و واگن‌های موتور P40 استفاده شده‌است. این دیفرانسیل مدل H260 بود. در بازارهای اروپا، جایی که استفاده غیرقانونی از جاده خارج از جاده انتظار می‌رفت، دیفرانسیل عقب C200 وظیفه سبک در برخی از خودروها نصب شده بود. در سال ۱۹۸۳، پاترول MQ به روز شد. اینها با عنوان MK Patrol شناخته می‌شوند، اما این کتاب در کتابچه‌های راهنمای ادبیات یا خدمات نیسان ظاهر نمی‌شود. فروشندگان قطعات نیسان این جملات را به رسمیت نمی‌شناسند. به روزرسانی‌ها شامل یک قسمت جلوی اصلاح شده با چراغهای مستطیل شکل و تعلیق جلو به روز شده‌است. گیربکس چهار سرعته اصلاح شد و دنده پنجم برای اکثر مدل‌ها اضافه شد. چهار سرعته هنوز در بعضی از واحدهای دارای مشخصات پایین‌تر، احتمالاً برای از بین بردن سهام مورد استفاده قرار گرفت.
یک سقف بلند (هایروف) نسخه واگن در همان زمان به همراه گزینه SD5T turbodiesel اضافه شد. این پیشرانه با ۱۱۰ اسب بخار (۸۱ کیلووات) می‌تواند به ۱۴۵ کیلومتر در ساعت (۹۰ مایل در ساعت) برسد. در این زمان موتور دیزل SD33 طبیعی aspirated به روز شد. نسخه‌های تجدید شده شامل استفاده از سه حلقه پیستون به جای پنج عدد، جوخه‌های روغن پیستون و چرخش روی فیلتر روغن به جای نوع کارتریج کاغذی بود. در استرالیا و برخی دیگر از مناطق جهان، گشت‌های با موتور SD33 به الکترونیک استاندارد ۱۲ ولتی بازنگری شدند. این مدلها برای تأمین توان اضافی توربو دیزل، دارای یک کلاچ بزرگتر (۲۷۰ در مقابل ۲۴۰ میلیمتر) و کولر روغن بزرگتر (پنج ردیف در مقابل سه) نسبت به نسخه طبیعی آن بودند. اینها آخرین گشتی بودند که برند Datsun را مطابق با بقیه صفحات Nissan همراه داشتند، پاترول در سال ۱۹۸۴ نام تجاری Datsun را در اکثر سال‌ها از دست داد.
تولید این خودرو در ایران از سال ۱۳۶۴ هجری خورشیدی آغاز شد. در سال ۱۳۷۲ خورشیدی، تجهیزات بیشتری مانند هیدرولیک فرمان، کولر، رینگ پهن و گارد محافظ سپر جلو و همین‌طور زاپاس بند عقب به‌طور استاندارد توسط کارخانه به آن اضافه شد که در افزایش راحتی و همچنین زیبایی ظاهری آن سهم به‌سزایی داشت بطوری‌که در سال‌های بعد از آن دیگر در ایران یافتن نیسان پاترول بدون این تغییرات ظاهری کار مشکلی است.
در سال ۱۳۸۲ هجری خورشیدی به دلیل عدم برخورداری از سامانه انژکتور و برخوردار نبودن از استانداردهای عدم آلایندگی هوا، تولید پاترول متوقف شد و مدل جدیدتر نیسان رونیز که برخلاف پاترول فقط دارای مدل پنج در بود مجهز به سامانه انژکتور و با قدرت موتور بالاتر و اختلاف قیمت قابل توجه نسبت به نیسان پاترول جایگزین آن شد.
در مجموع ۶۱۵۵۲ دستگاه نیسان پاترول در ایران تولید شد. در طول مدت تولید در ایران یکی از معدود خودروهای چهارچرخ متحرک مونتاژ شده در ایران بود و از اقبال عمومی بسیار خوبی برخوردار بود. پس از توقف تولید پاترول، نمایندگی نیسان پاترول را در ایران همان کارخانه مونتاژ کننده یعنی شرکت پارس خودرو در اختیار گرفت. از موتور این خودرو در ایران توسط شرکت زامیاد برای وانت‌نیسان استفاده می شود
همه مدل‌ها دارای تعلیق بودند. وسایل نقلیه SD33 دارای لوازم الکترونیکی ۲۴ ولت بودند. گزینه‌ها و رنگ‌های مختلفی برای داشبورد در دسترس بود، گزینه‌هایی از جمله وینیل یا کف فرش و تریم داخلی داخلی آبی یا قهوه ای. تهویه مطبوع و فرمان هیدرولیک در مدل‌های لوکس موجود بود.

### سری ۲۶۰، از ۱۹۸۶ تا ۱۹۹۳

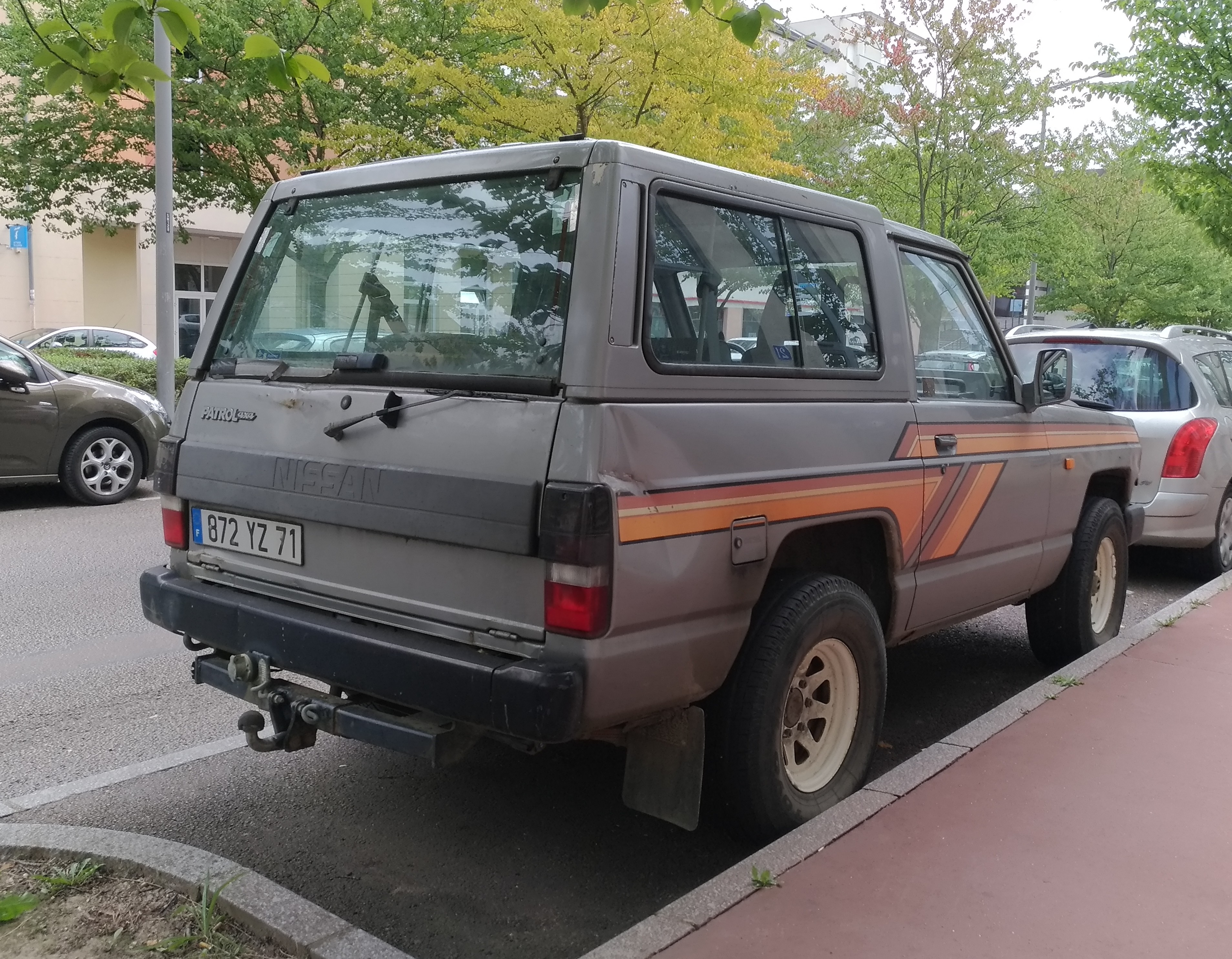
نمای عقب

## نسل چهارم (سری Y60، از ۱۹۸۹)

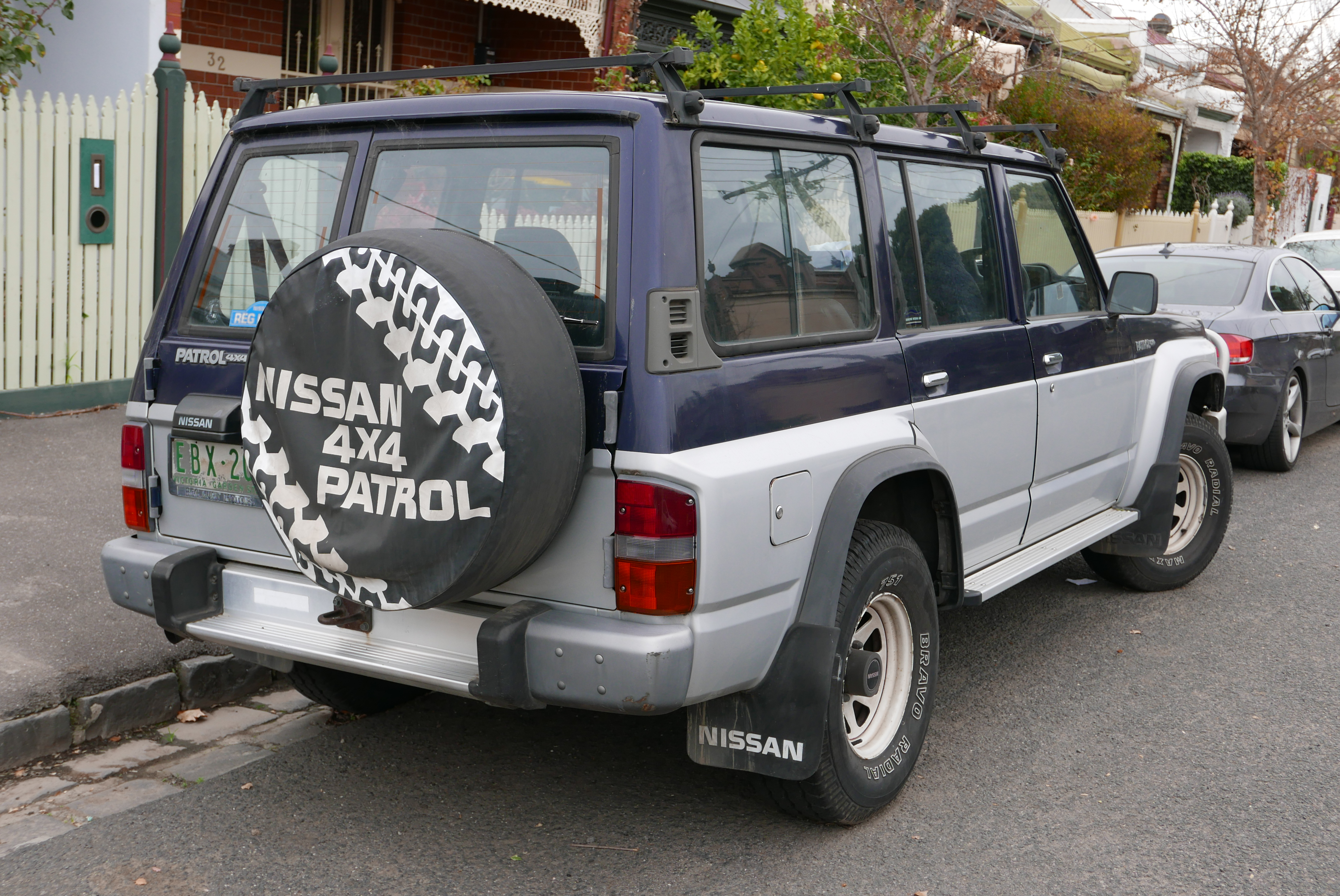
نیسان پاترول (GQ) اس‌تی پیش از فیس‌لیفت

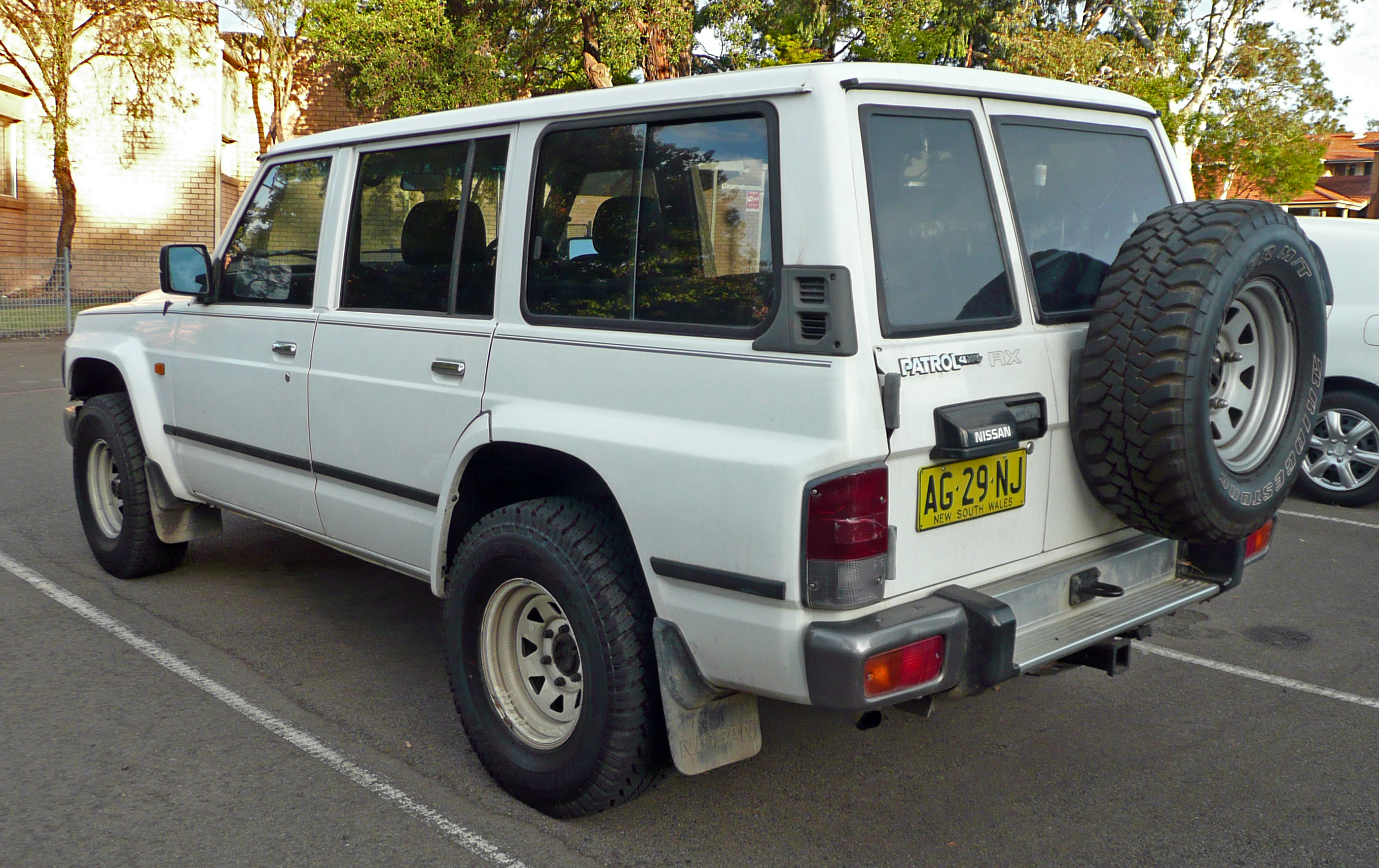
نیسان پاترول (GQ II) آرایکس واگن تولید ۱۹۹۵ تا ۱۹۹۷ (استرالیا)

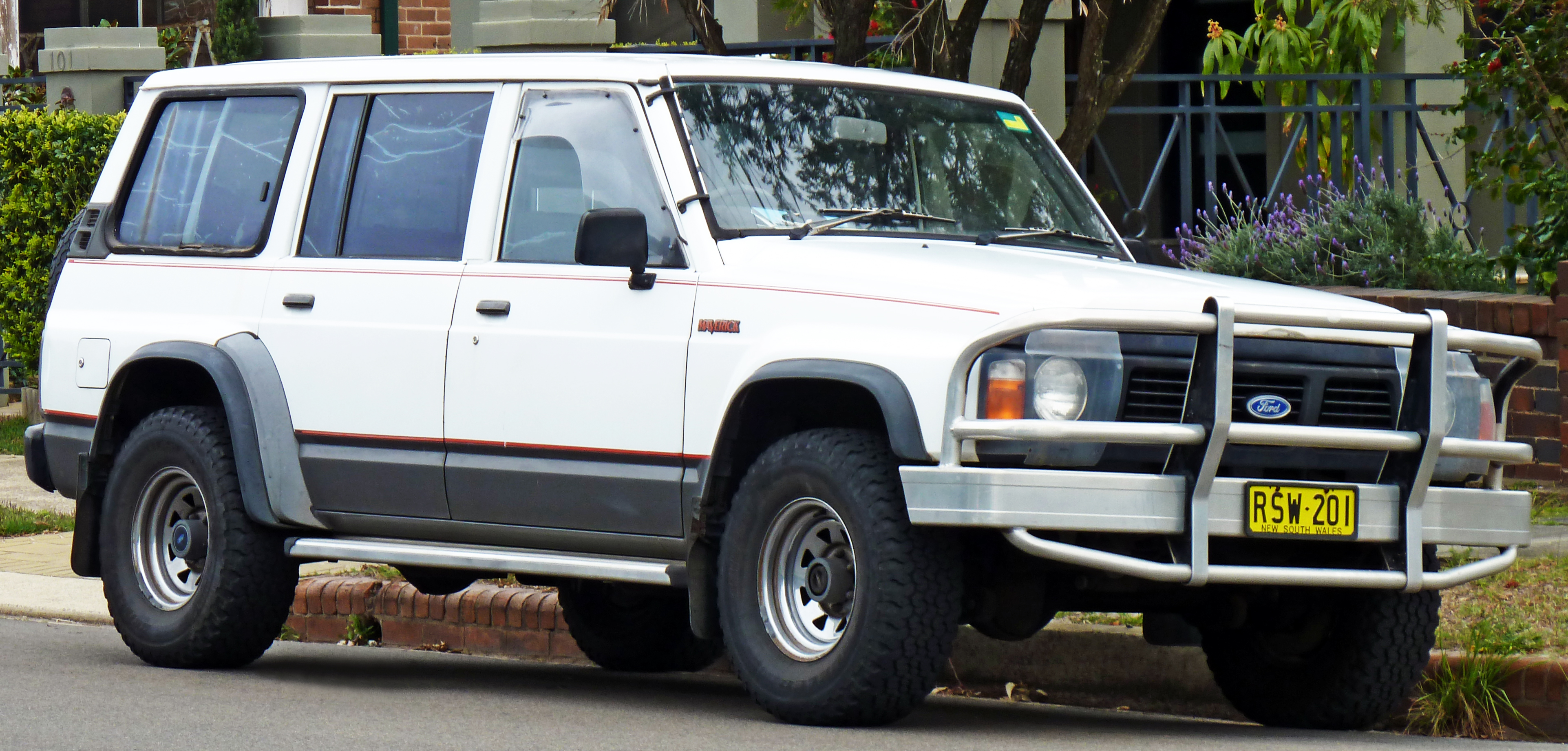
فورد ماوریک واگن (استرالیا)

Y60 از لحاظ مکانیکی متفاوت از پیشینیان بود زیرا اولین گشت با سیستم تعلیق سیم پیچ، افزایش راحتی و کار با آفرود بودند. تمام پاترول‌های Y60 دارای یک سیستم تعلیق محور زنده سه حلقه در قسمت جلویی بودند و همه واگن‌ها (SWB , LWB و SWB LW) یک تنظیم پنج پیوندی را در عقب به کار گرفته بودند. فرمان هیدرولیک استاندارد بود. برخی از مدل‌های واگن دارای ترمزهای دیسکی در جلو و عقب بودند در حالی که یوت ترمزهای درام عقب را حفظ می‌کرد. معرفی همگام سازی بر روی دنده‌های معکوس از دیگر پیشرفت‌ها بود. کدهای مدل جایگزین GR و GQ به ترتیب در مدلهای درایو سمت چپ و راست استفاده شد.
بیشتر مدل‌ها دارای دیفرانسیل لغزش محدود عقب بودند و برخی از انواع آن دارای خلاء یا برقی بودند که دارای قفل دیفرانسیل عقب دستی بودند.
مکانیسم رهاسازی نوار چرخش عقب در برخی مدل‌ها ظاهر شده‌است. برخی از Y60ها دارای وینچ جلوی موتور PTO بودند که دارای یک اهرم کنترل داخل کابین در سمت راست چرخ دنده بود.

## نسل پنجم (سری Y61، از ۱۹۹۷)

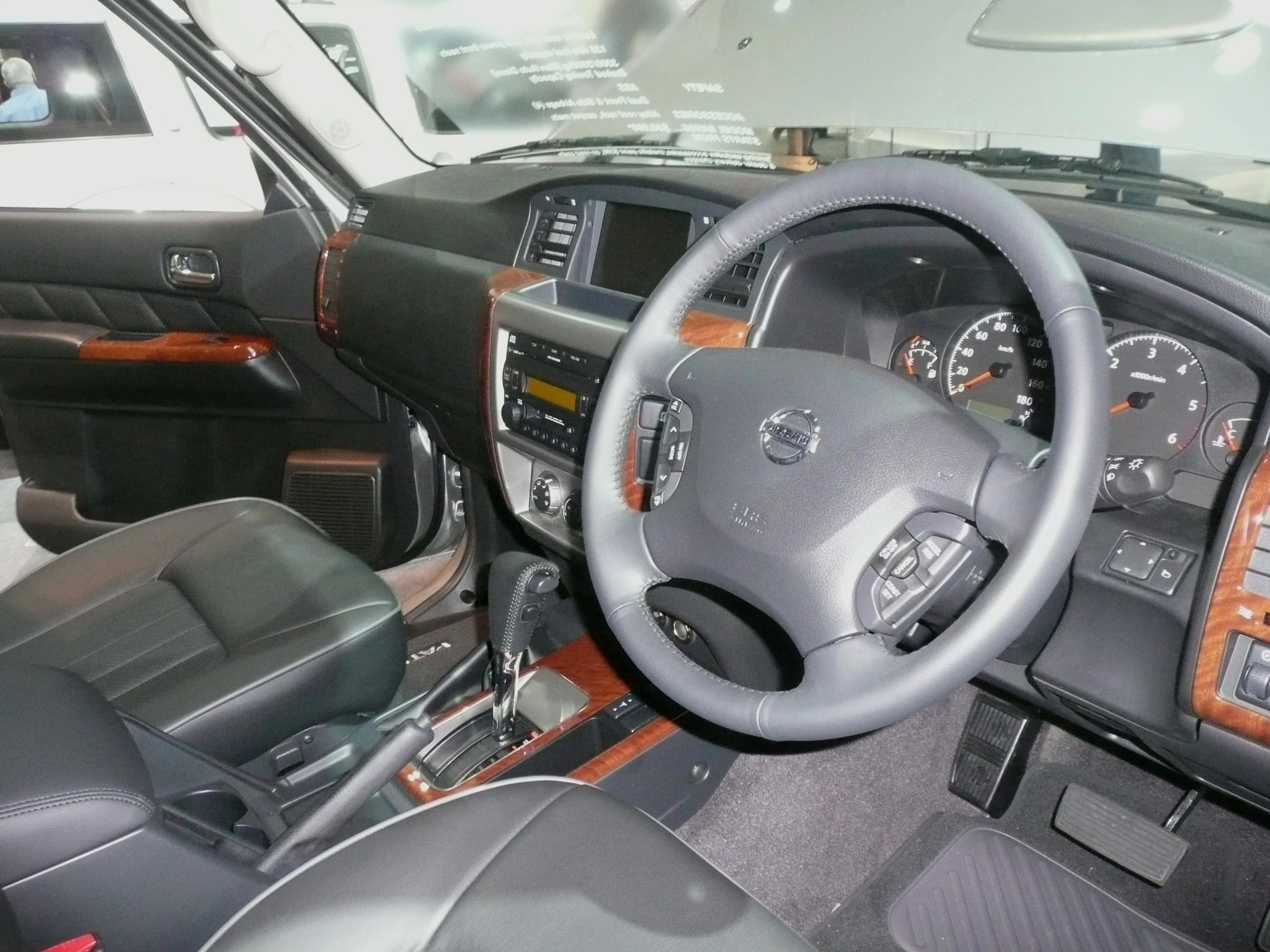
نمای داخلی

مدل‌های Y61 برای اولین بار در دسامبر ۱۹۹۷ ظاهر شدند و در انواع بنزینی ۴٫۵ و ۴٫۸ لیتری، ۲٫۸-، ۳٫۰- و ۴٫۲ لیتری توربو دیزلی و ۴٫۲ لیتری توربودیزلی انواع مختلف موجود است. کدهای مدل جایگزین GR و GU به ترتیب در مدل‌های فرمان سمت چپ و راست استفاده شد. قطار درایو در این مدل از جمله CVهای بزرگتر و سنکروس کمتر در گیربکس‌های دستی تغییر یافت. قسمتهای دیفرانسیل گسترش یافته بودند تا با شکل بدن جدید در هم بیایند، اما مراکز یکسان باقی مانده‌اند (H233 و H260). برخی واگن‌های بنزینی نسخه سیم پیچ دیفرانسیل H260 را دریافت کردند. سطح آسایش بیش از GQ، به ویژه در مناطق صندلی و NVH افزایش یافته‌است.
GU IV به بعد برای سال ۲۰۰۵ مدل یک مدل آسانسور قابل توجهی منتشر شد که چراغهای جلو جدید، چراغهای مخصوص جعبه در هر محافظ و چراغهای دم بزرگتر وجود دارد. مشکلاتی که دیزل ZD30 را در اطراف هندسه متغیر توربو متحمل کرده بود، با این تازه سازی برطرف شد. در همان سال، نیسان به دلیل فروش ضعیف، فروش سافاری در ژاپن را متوقف کرد. نیسان همچنین یک نسخه وانت دو در از سری Y61 را به عنوان شاسی کابین و با یک سینی جانبی سبک در برخی بازارها در دسترس قرار داد. اگرچه مدل جدیدی به بازار عرضه شد، اما این سری Y61 هنوز هم برای علاقه‌مندان به خارج از جاده اما با گزینه‌های اندک به فروش می‌رسد.
موتور TB48DE آن در بین جامعه تنظیم در شرق میانه، به ویژه در امارات متحده عربی بسیار محبوب است. موتور TB48DE به راحتی قابل اصلاح است و نشان داده شده‌است که قادر است بیش از ۲٬۰۰۰ اسب بخار (۱٫۴۹۱ کیلو وات) را برای چندین تپه ماسه ای و چالش‌های کشیدن ماسه در منطقه کنترل کند.
از سال ۲۰۱۴، نیسان فروش مدل نسل پنجم را در سراسر جهان قطع کرد، به جز آفریقای جنوبی، خاورمیانه، پاکستان، پاراگوئه، فیلیپین، بولیوی، سریلانکا و برخی کشورهای آفریقایی که 4x4 در برابر Toyota Land Cruiser J70 به رقابت پرداختند. چندین نسخه ویژه چاپ نیز در مناطق مربوط منتشر شده‌است که Y61 در حال فروش بوده و در حال حاضر نیز به فروش می‌رسد که برخی از آنها نسخه‌های ریاست جمهوری (فیلیپین)، نسخه Legend (فیلیپین، آفریقای جنوبی و استرالیا)، ویژه هستند. نسخه Super Safari (خاور میانه)، نسخه Falcon (خاور میانه)، نسخه‌های Gazelle و Gazelle X (شرق میانه). مدل نسل پنجم نیز در استرالیا و نیوزلند در ۲۹ آوریل ۲۰۱۶ متوقف شد.

## نسل ششم (سری Y62، از ۲۰۱۰)

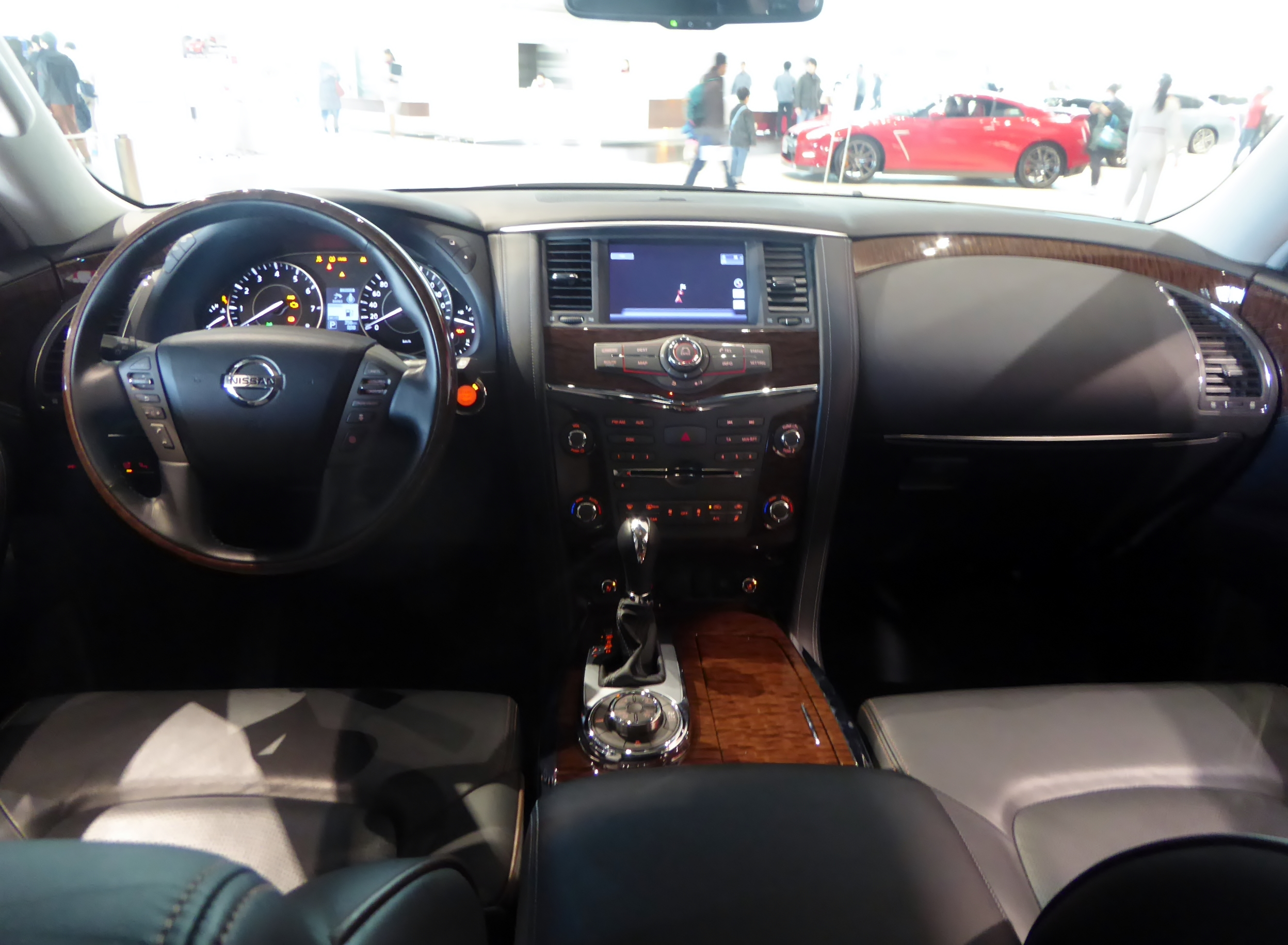
نمای داخلی

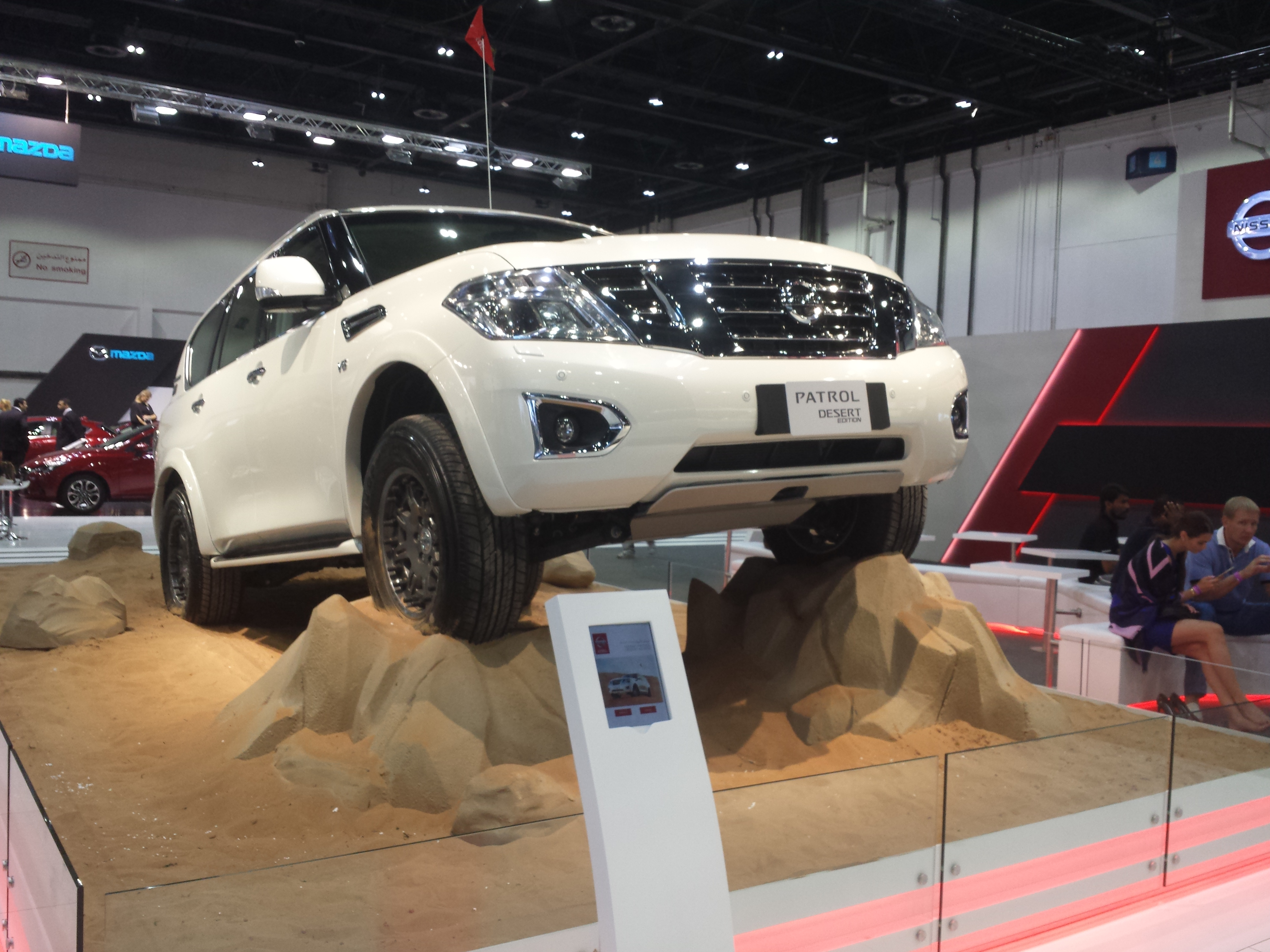
نیسان پاترول دسرت ادیشن

نیسان پاترول نسل ششم، سری Y62 در ۱۳ فوریه ۲۰۱۰ در ابوظبی به بازار آمد. یک نسخه لوکس (Z62) از سال ۲۰۱۰ با عنوان اینفینیتی کیوایکس۵۶ فروخته شد (اولین باری که یک خودروی پاترول از سال ۱۹۶۹ در آمریکای شمالی فروخته شد) که بعداً در سال ۲۰۱۳ به اینفینیتی کیوایکس۸۰ تغییر نام داد.
آمریکا تحت عنوان نام Armada در سال ۲۰۱۶، برای سال مدل ۲۰۱۷. به عنوان جایگزینی برای نسل اول نیسان آرمادا (WA60) مستقر در تایتان ارائه شد. ز سال ۲۰۱۷، Y62 با قدرت ۲۷۵ اسب بخار (۲۰۵ کیلو وات) / ۳۹۴ نیوتن متر (۲۹۱ پوند) از موتور ۴٫۰ لیتری VQ40DE V6 برای ورودی‌های ورودی XE و SE یا قدرت ۴۰۰ اسب بخار قدرت (298 kW) / 560 N⋅m (410 lb⋅ft) موتور ۵٫۶ لیتری VK56VD V8 برای تریم‌های سطح بالایی. نسخه NISMO از نسخه تنظیم شده ۵٫۶ لیتری V8 استفاده می‌کند که ۲۸ اسب بخار قدرت اضافی تولید می‌کند.
پیش از معرفی ۴٫۰ لیتری V6، خروجی پایین‌تر ۳۱۷ اسب بخار (۲۳۶ کیلو وات) / ۵۲۶ نیوتن متر (۳۸۸ اسب بخار) ۵٫۶ لیتری VK56DE V8 برای تریم‌های سطح ورودی تعیین شده بود.
از سال ۲۰۱۷ همه مدل‌ها دارای گیربکس اتوماتیک ۷ سرعته هستند هرچند که قبلاً نیسان یک اتوماتیک ۵ سرعته و همچنین دستی ۶ سرعته را برای داشبورد سطح ورودی ارائه می‌داد. یک بسته حالت متغیر ۴ × ۴ امکان تعویض بین چهار حالت درایو را فراهم می‌کند: شن و ماسه، جاده، سنگ و برف. سیستم کنترل حرکت هیدرولیک بدن موجود است.
دیفرانسیل عقب قفل الکترونیکی، شروع تپه و کنترل نزول تپه و همچنین هشدار خروج از مسیر، ترمز به کمک کامپیوتر و کنترل پایداری. نسخه Infiniti در سال ۲۰۱۰ در ایالات متحده به بازار عرضه شد، اولین گشتی که از سال ۶۰ در آنجا به فروش می‌رسد. نیسان گشت در اوایل سال ۲۰۱۳ در استرالیا راه اندازی شد.

### نگارخانه

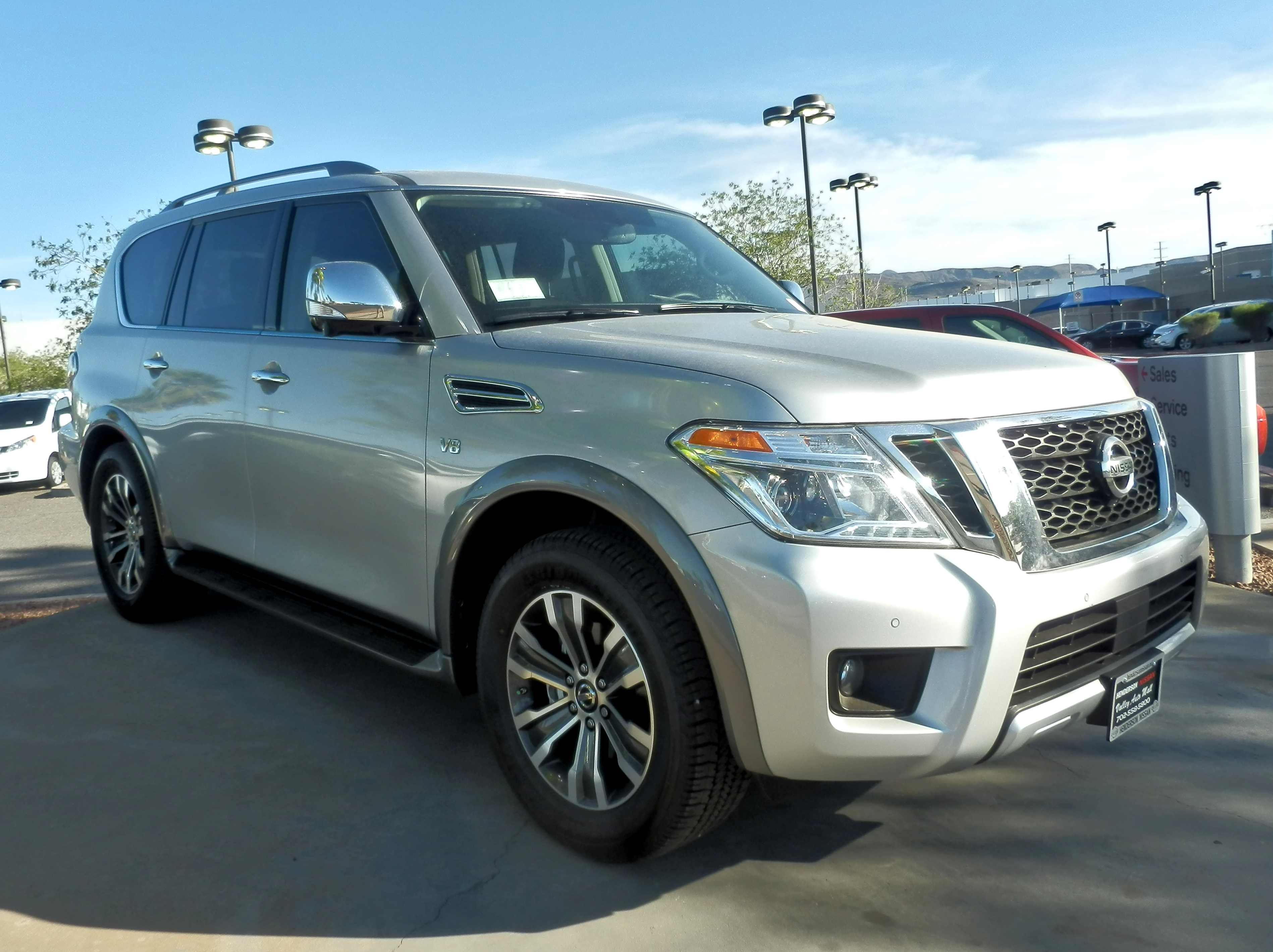
نمای جلو
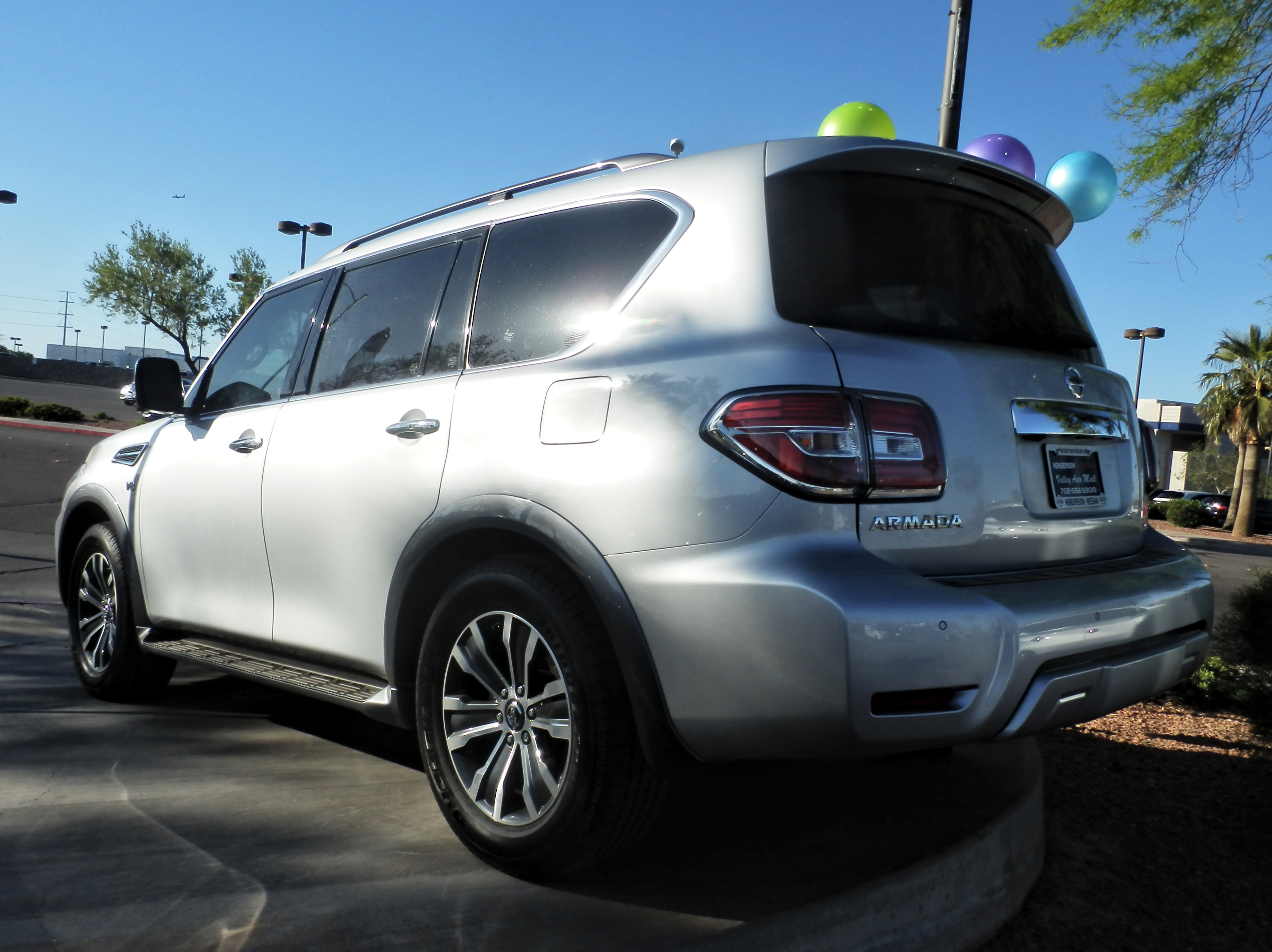
نمای عقب

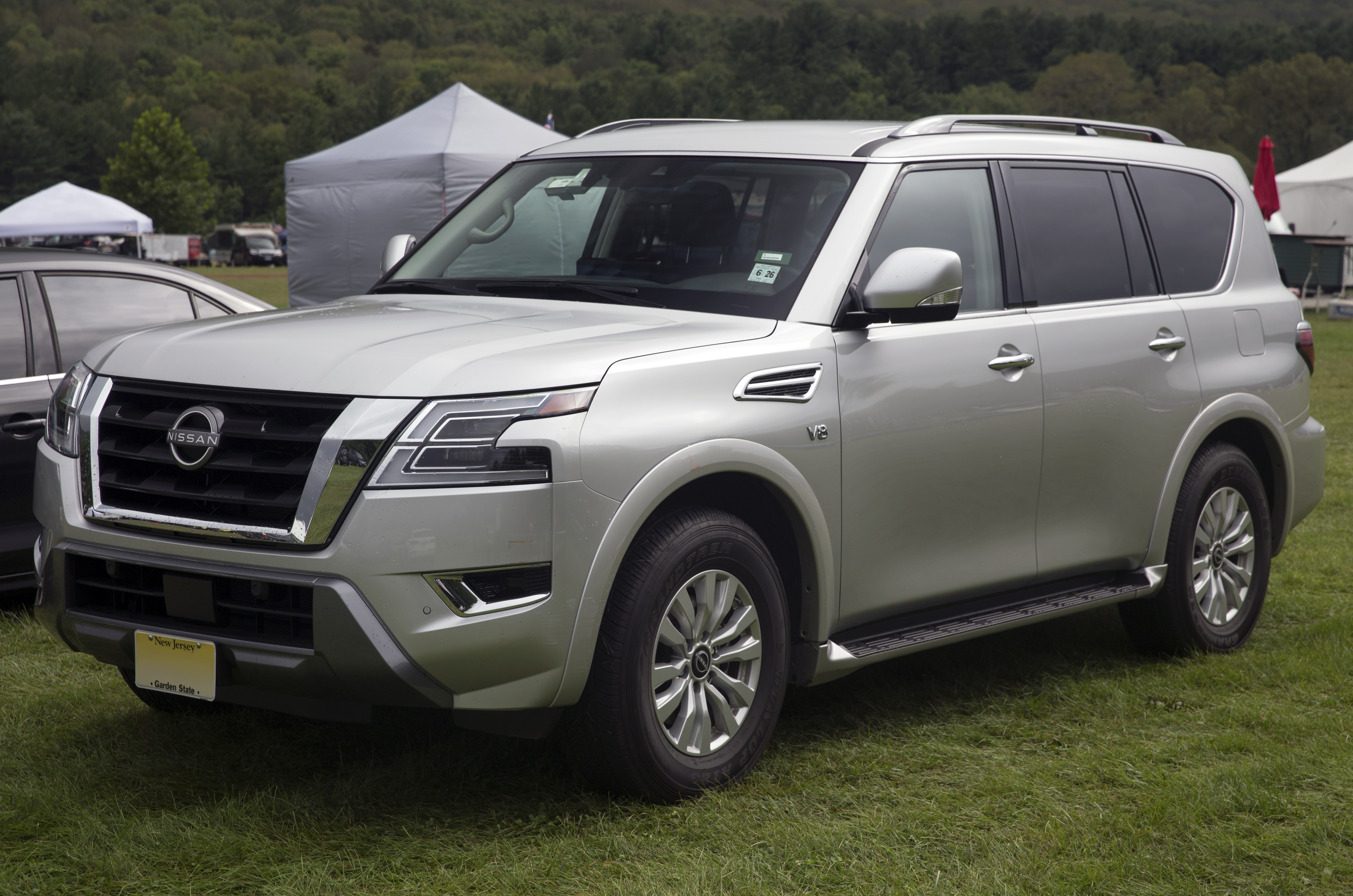
نمای جلو
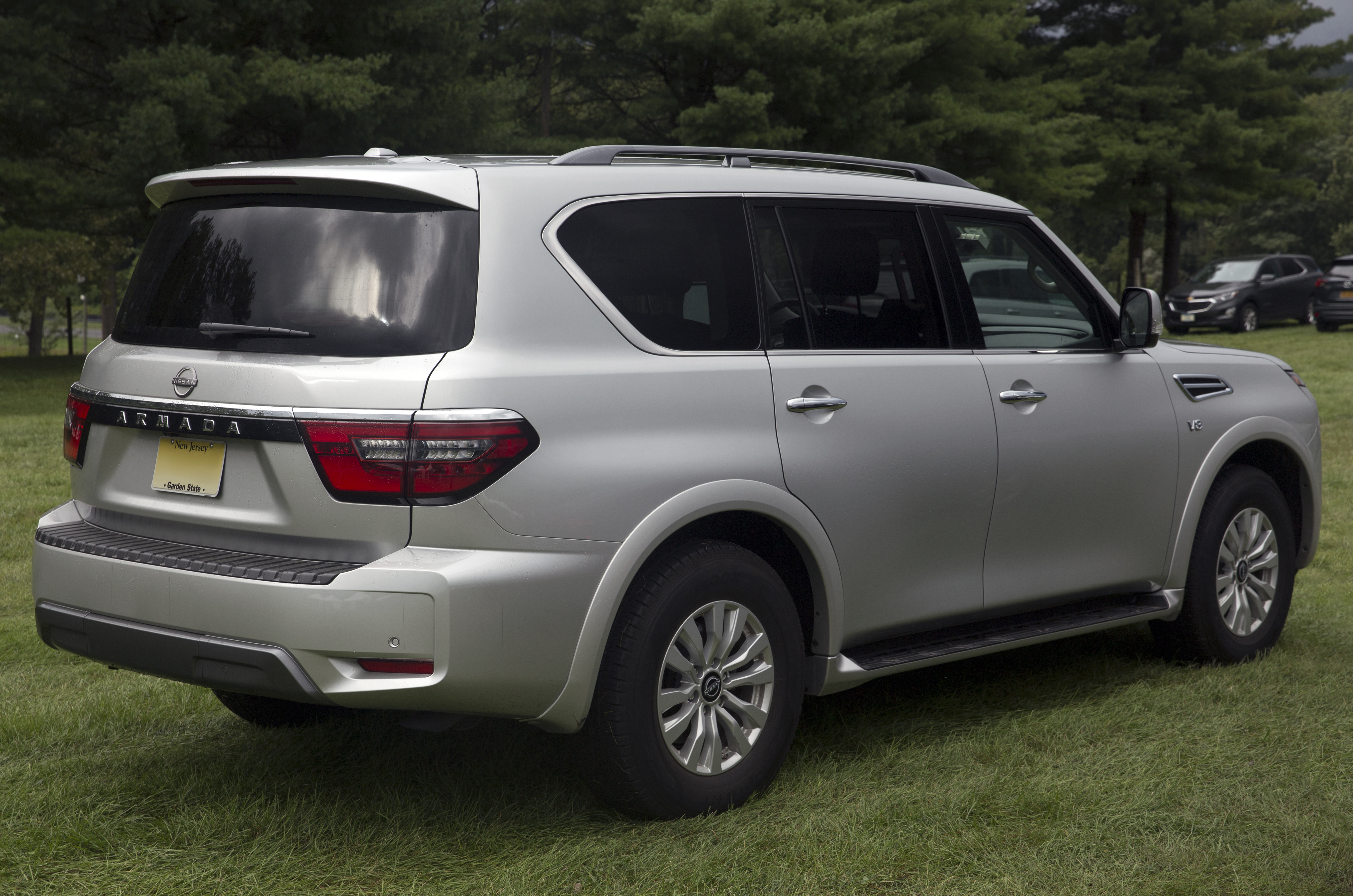
نمای عقب

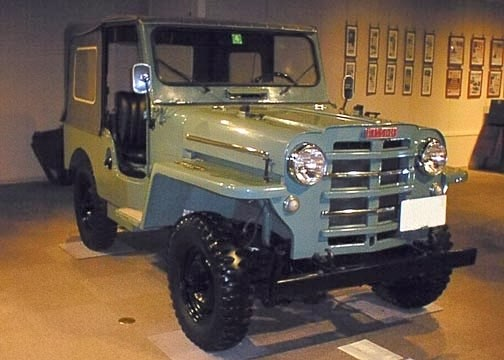
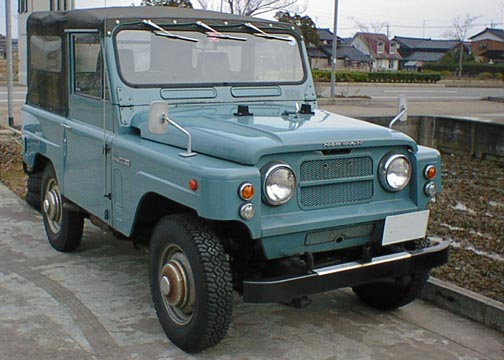
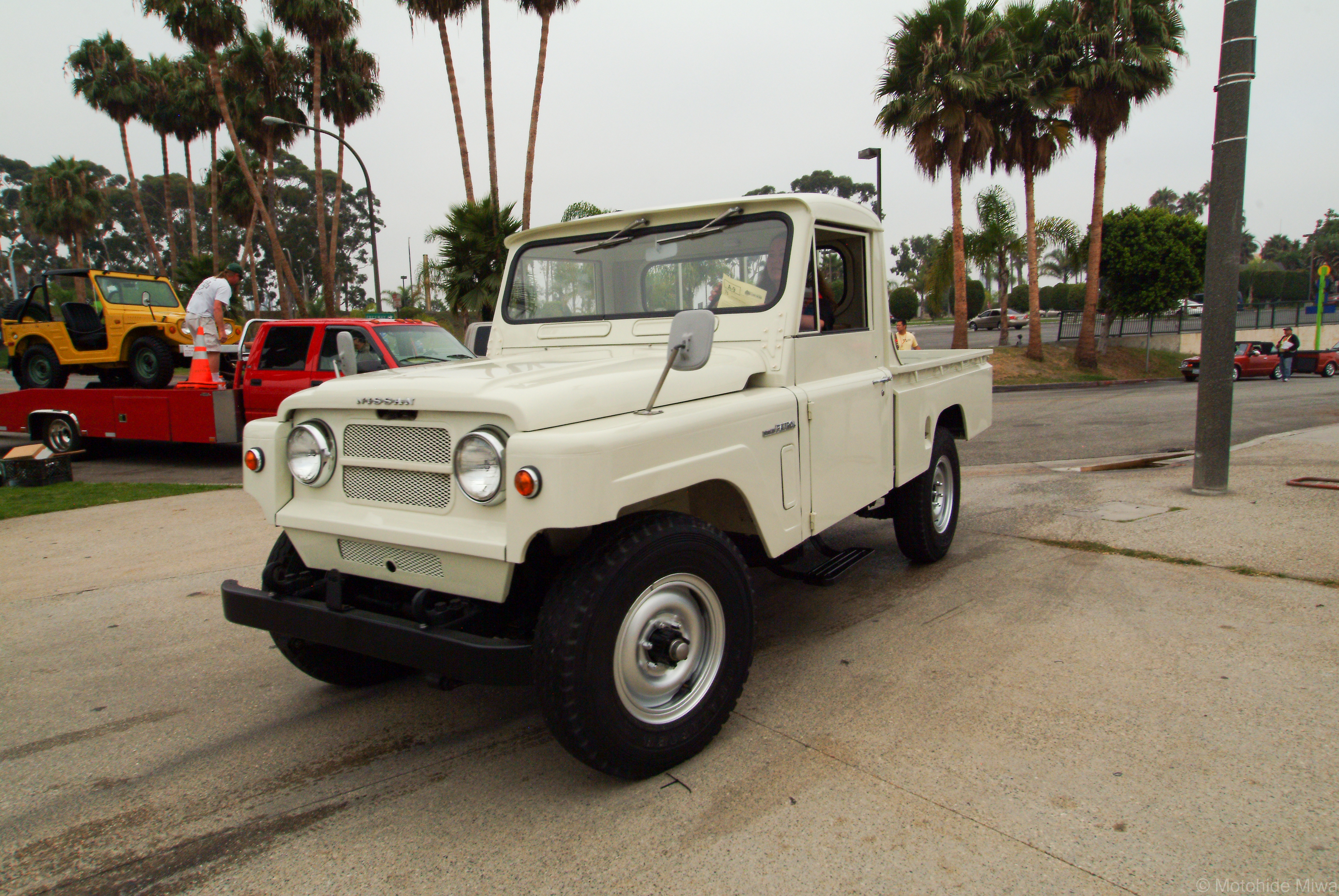
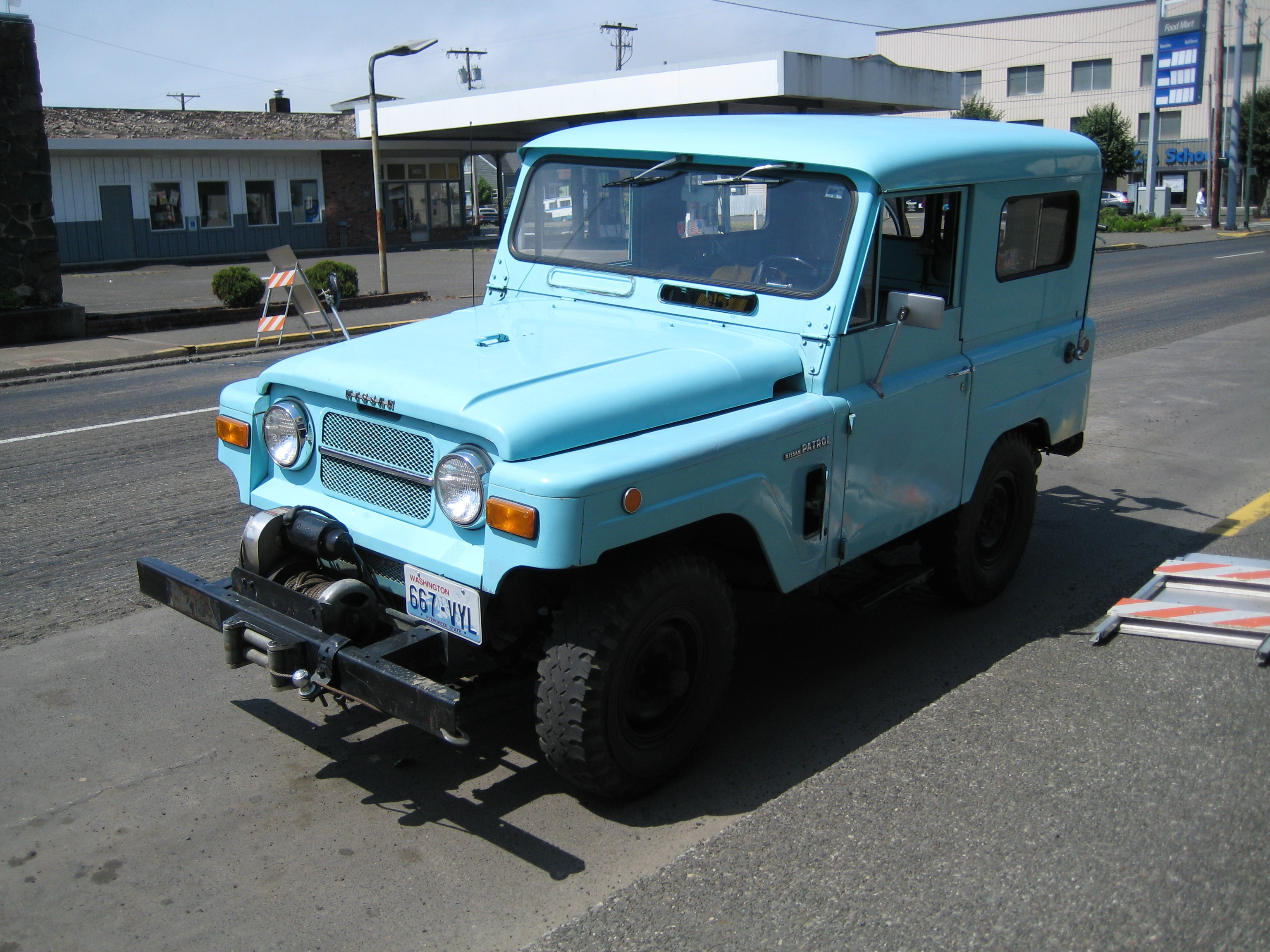
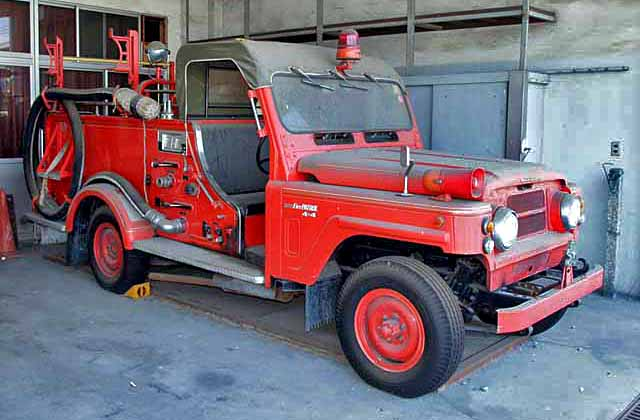
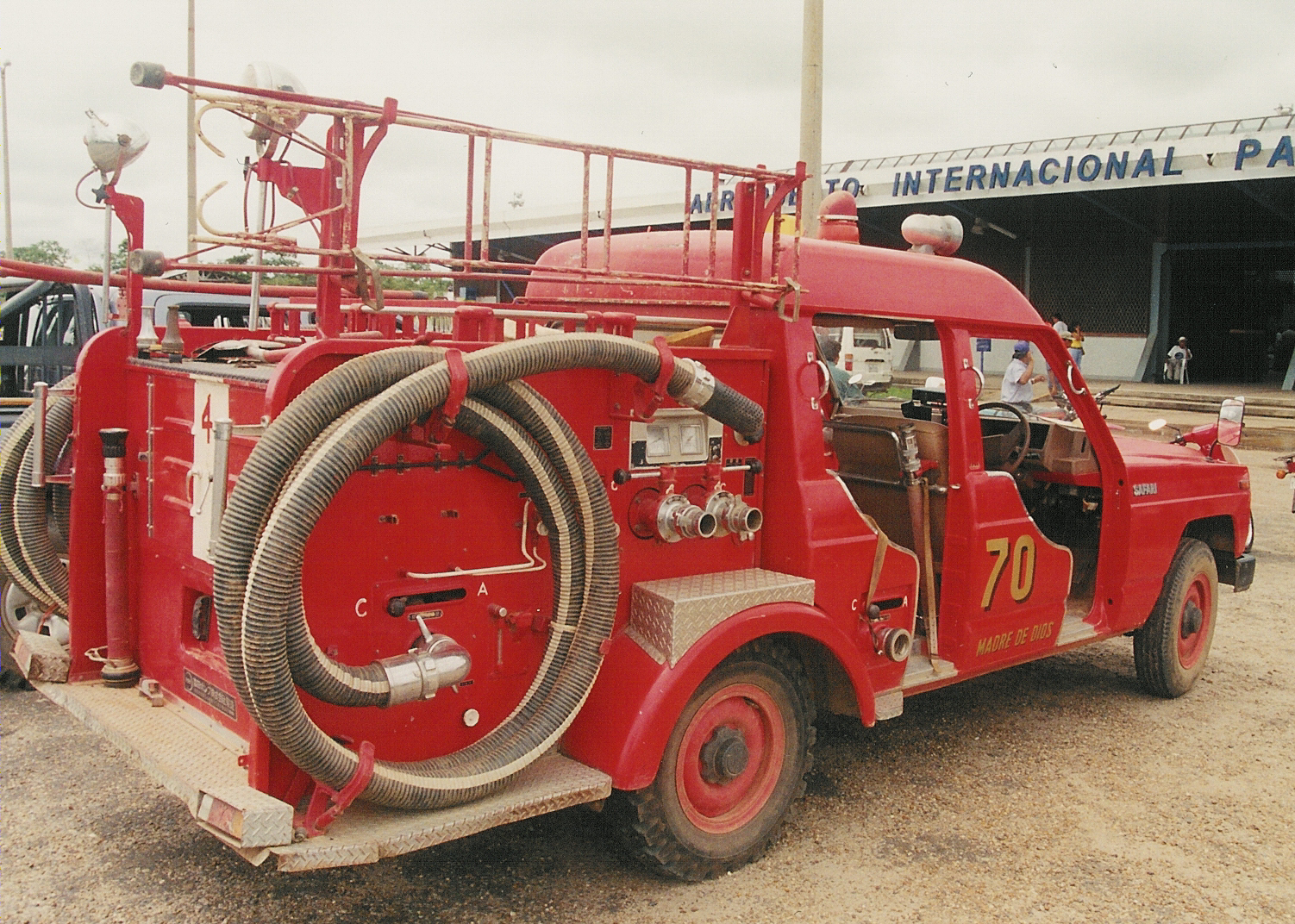
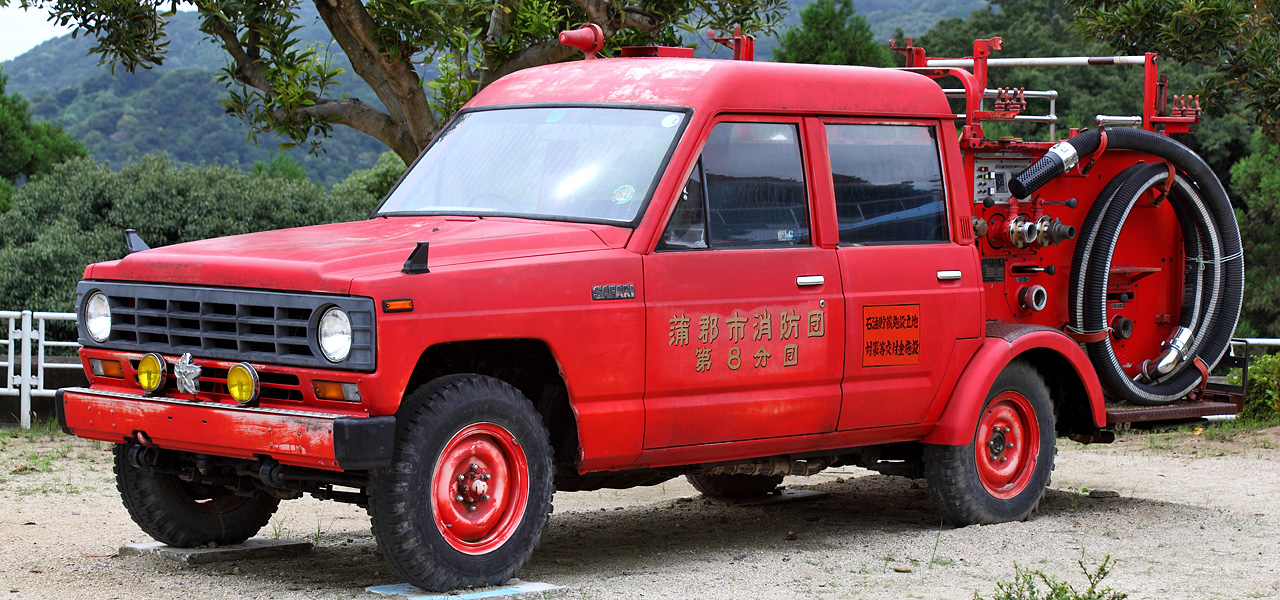
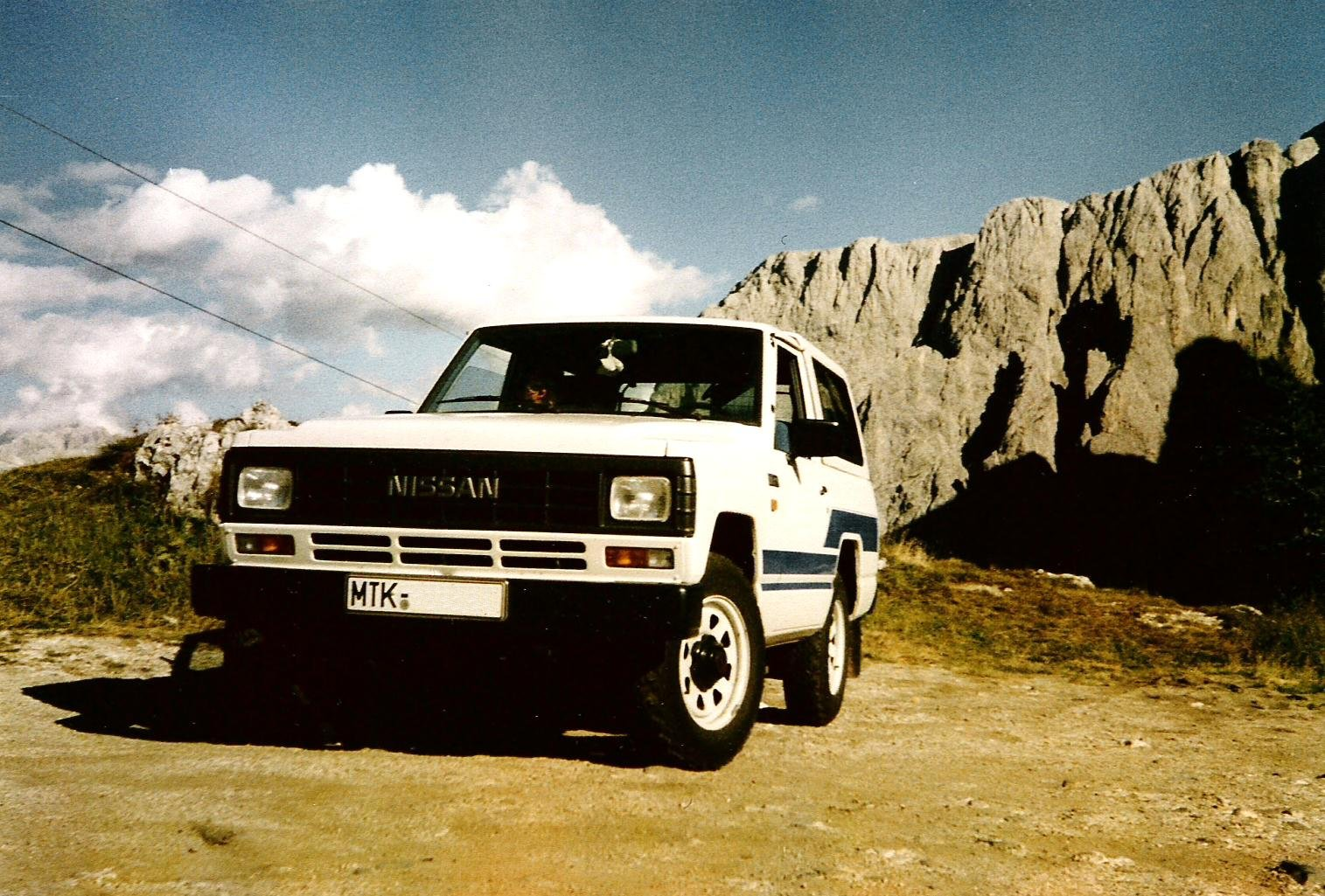
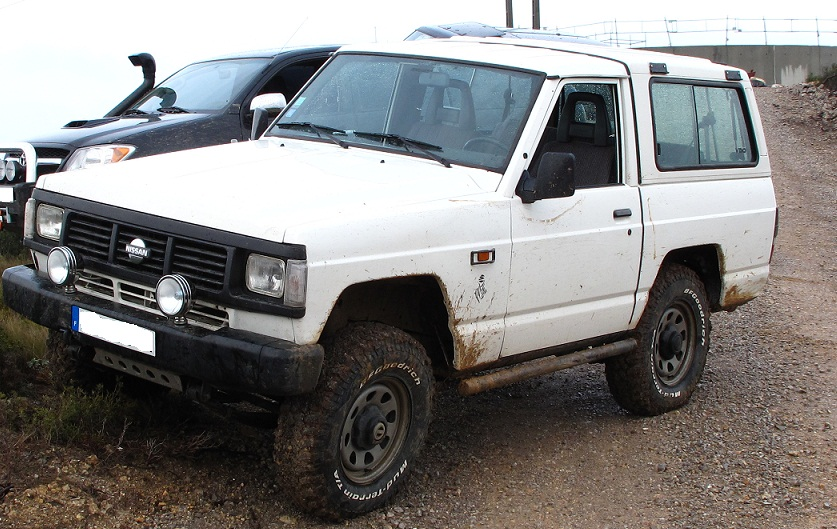
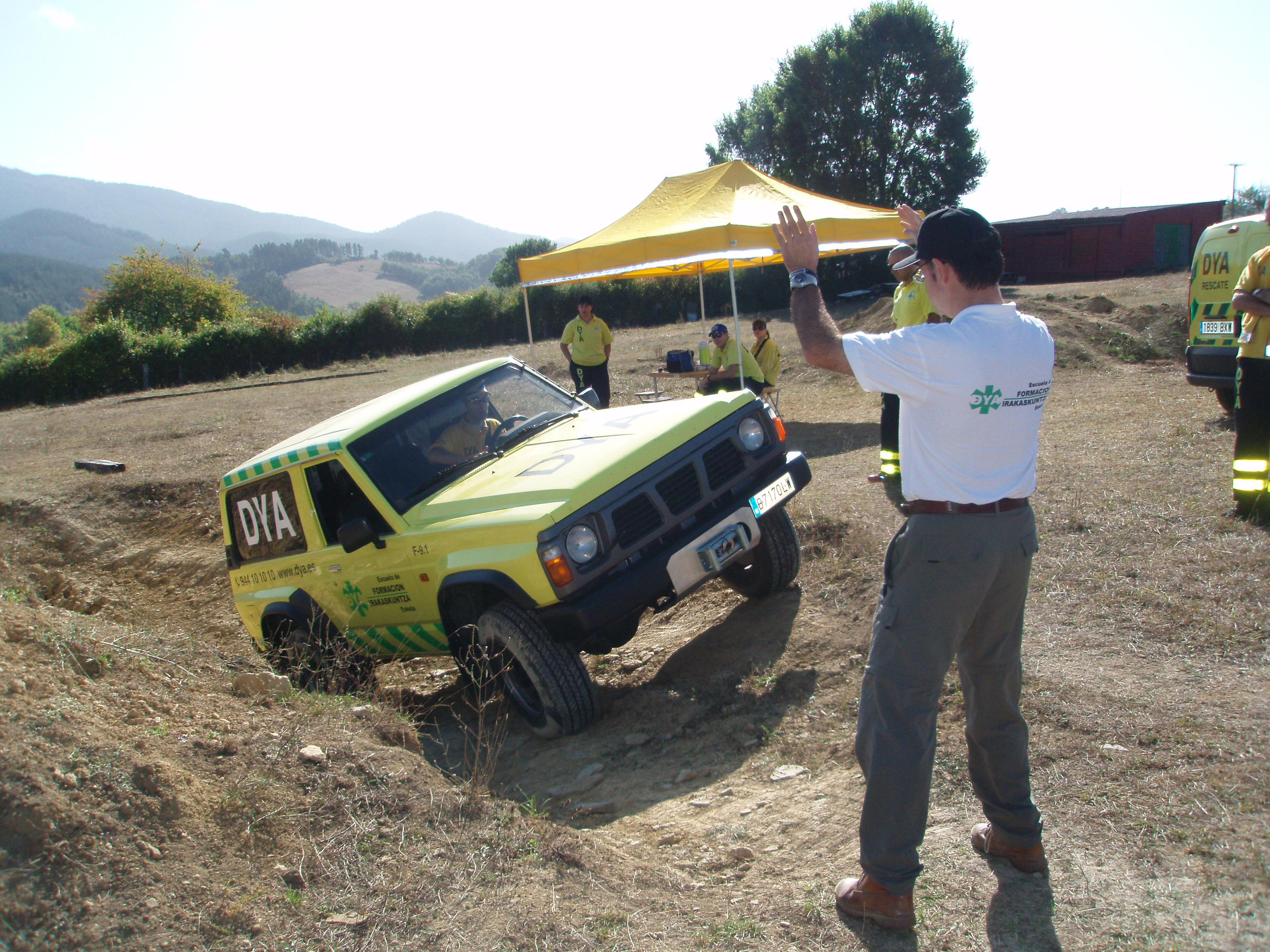
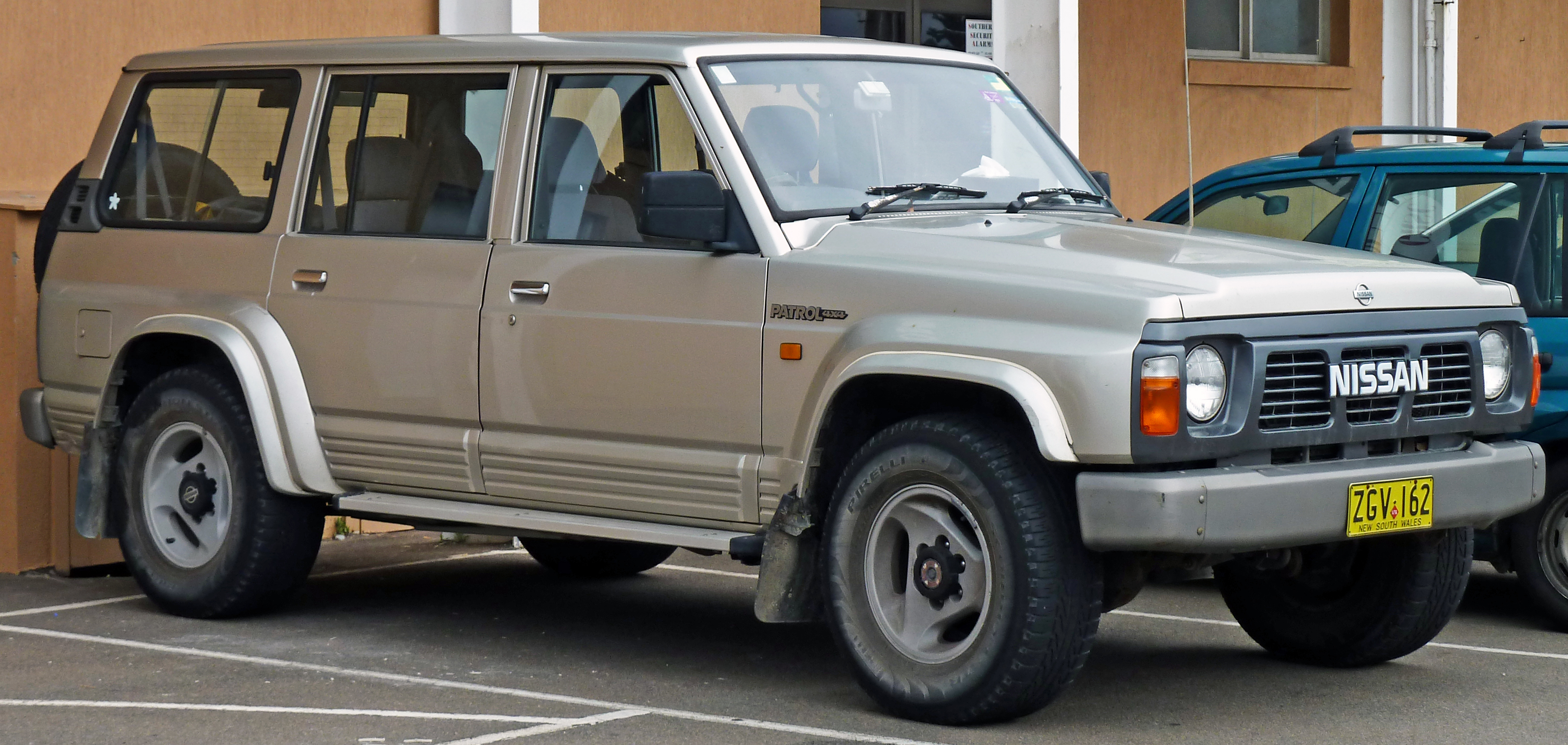
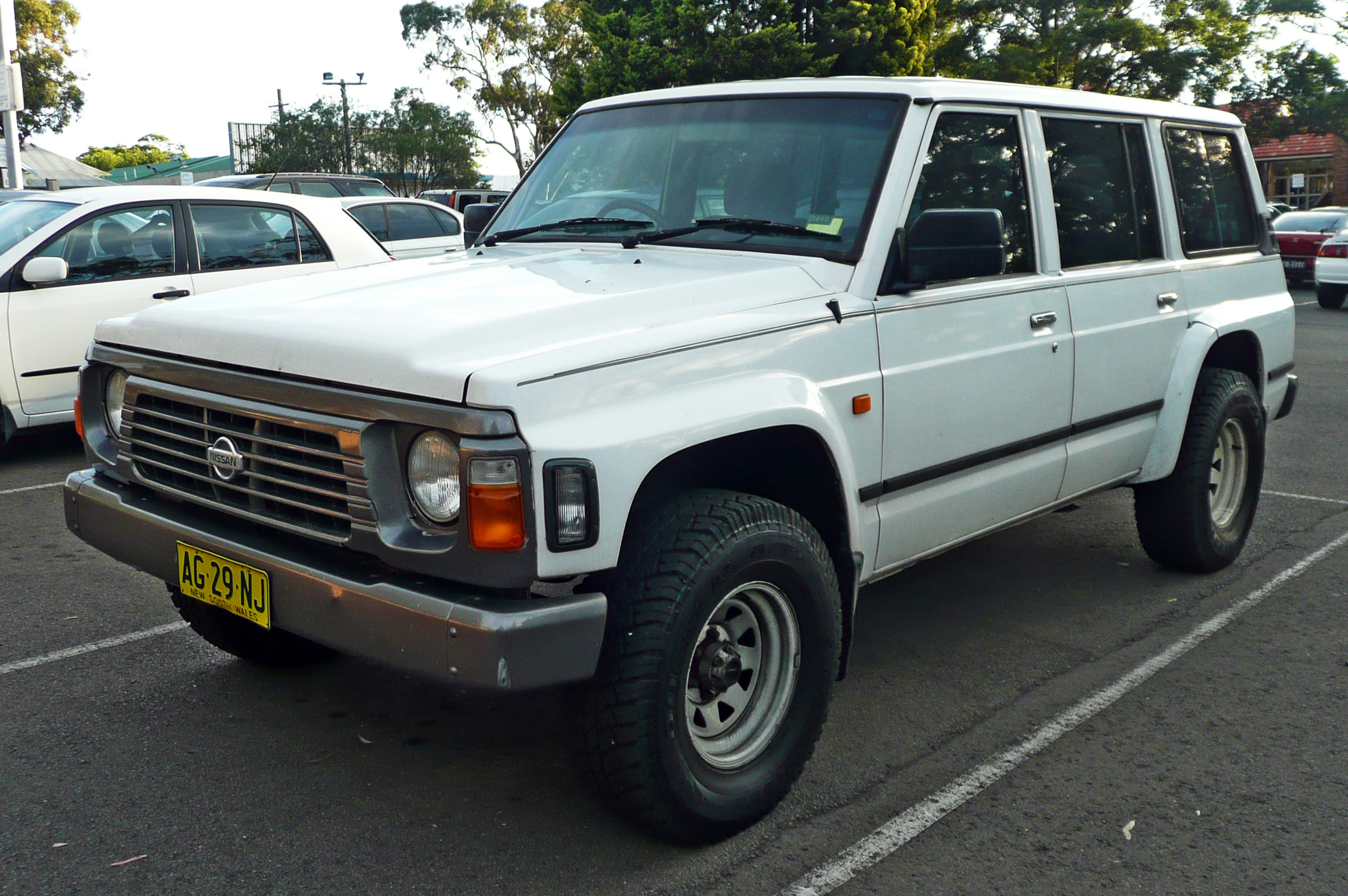
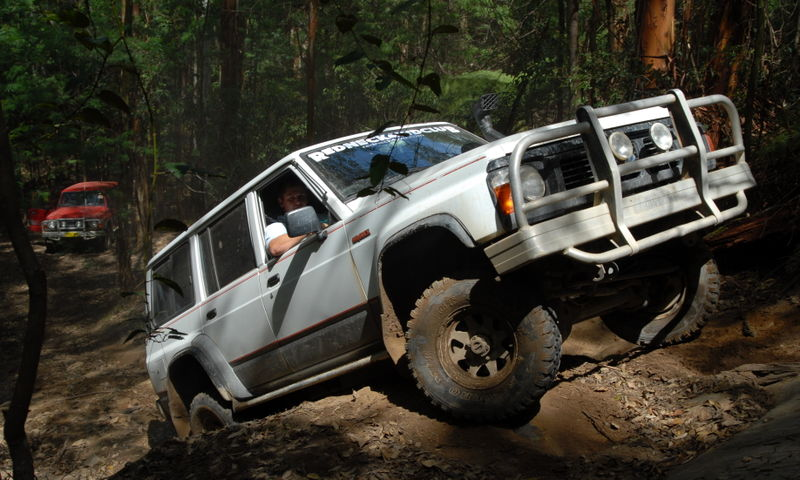
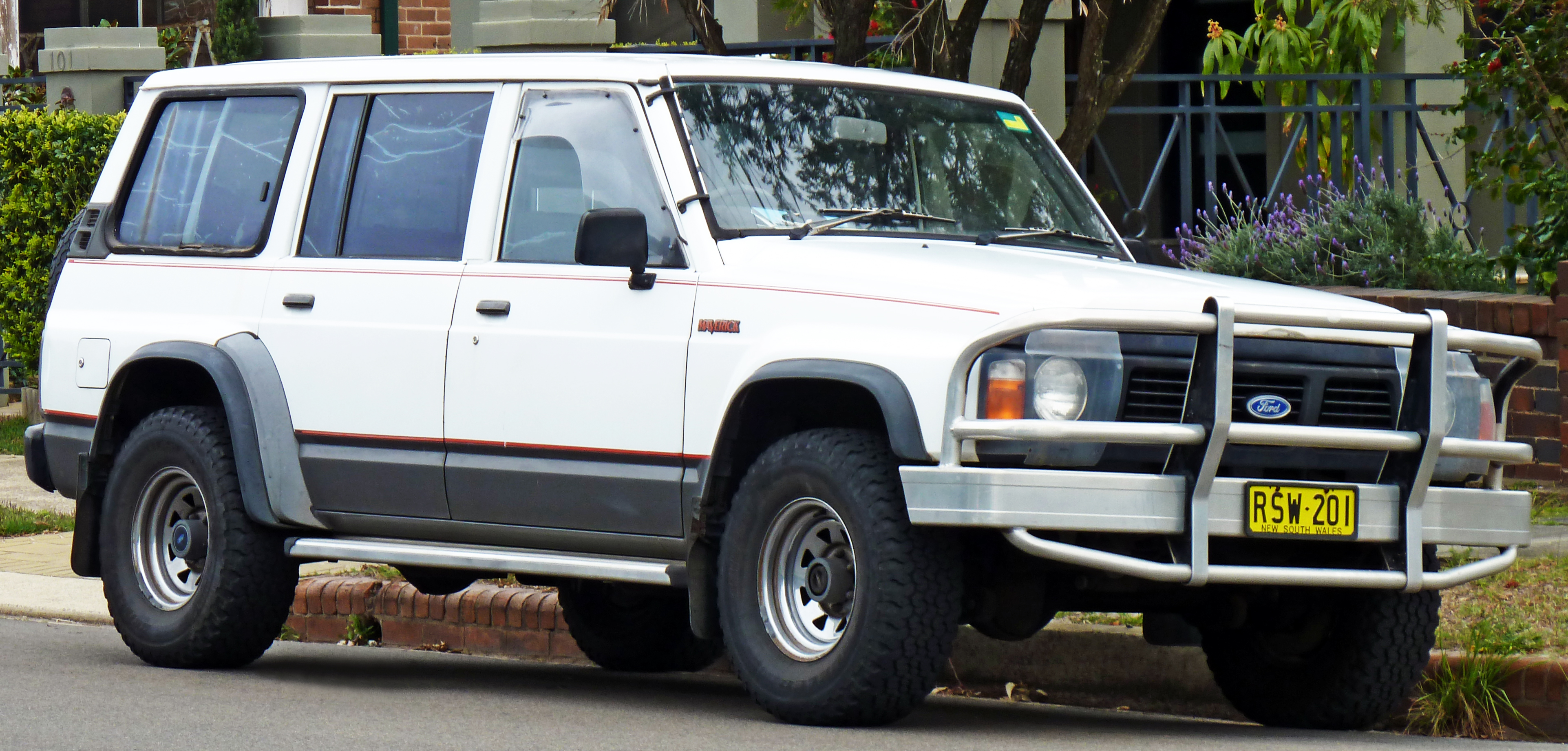
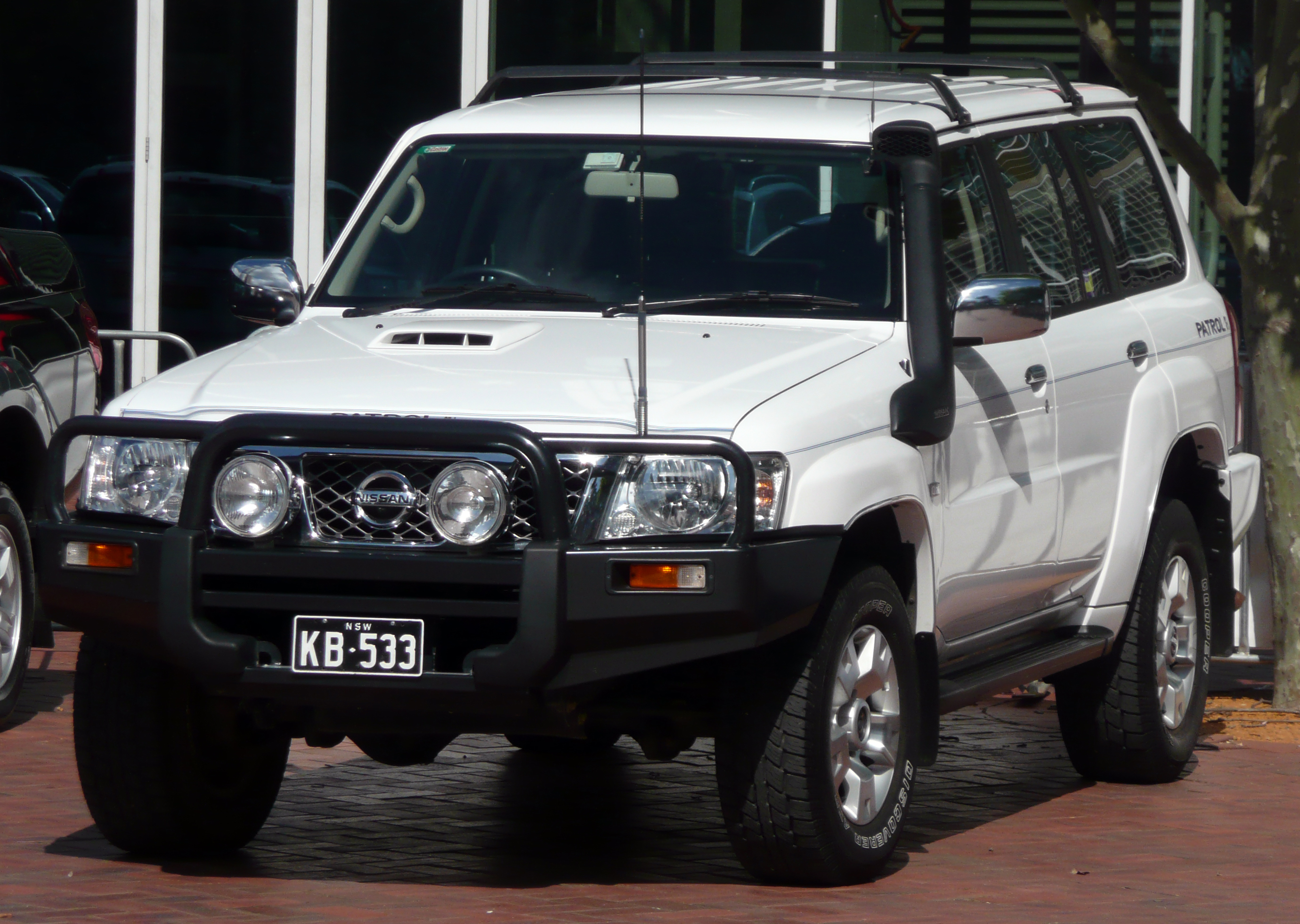
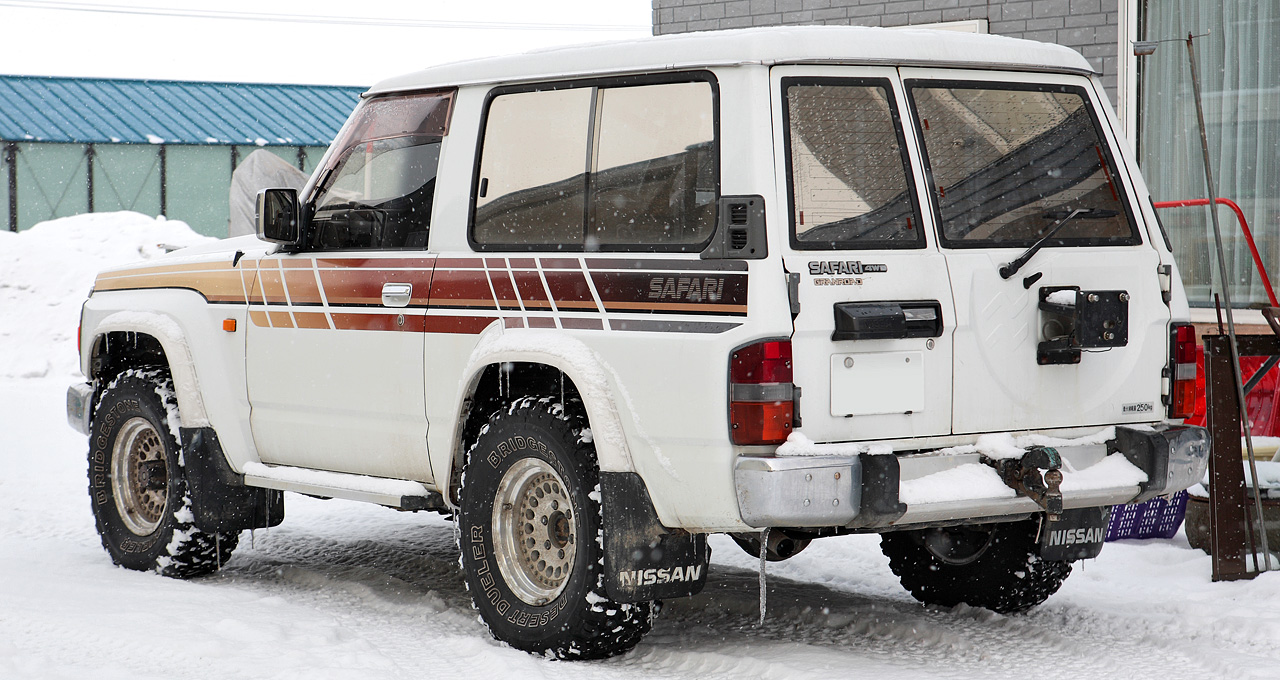
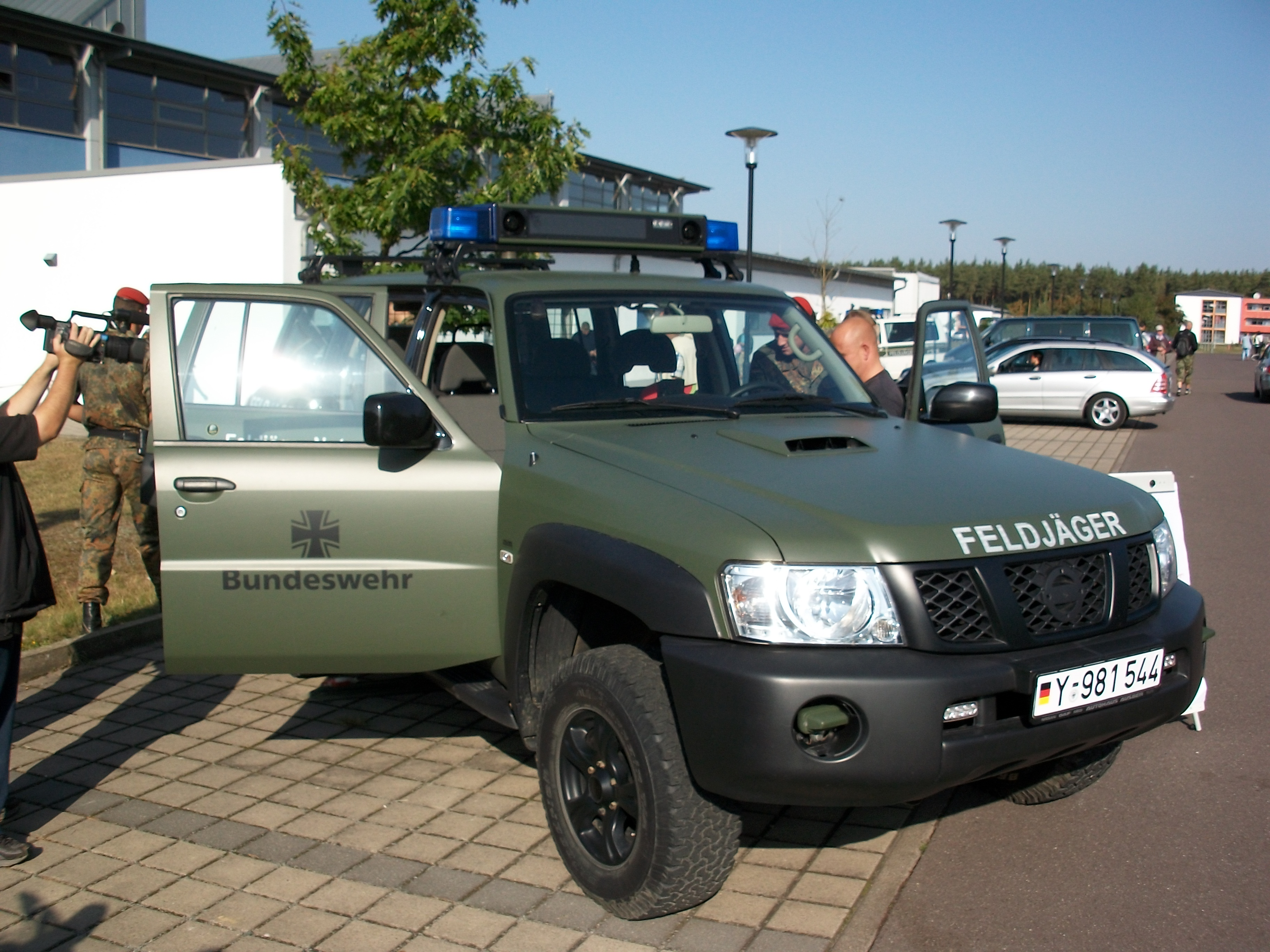
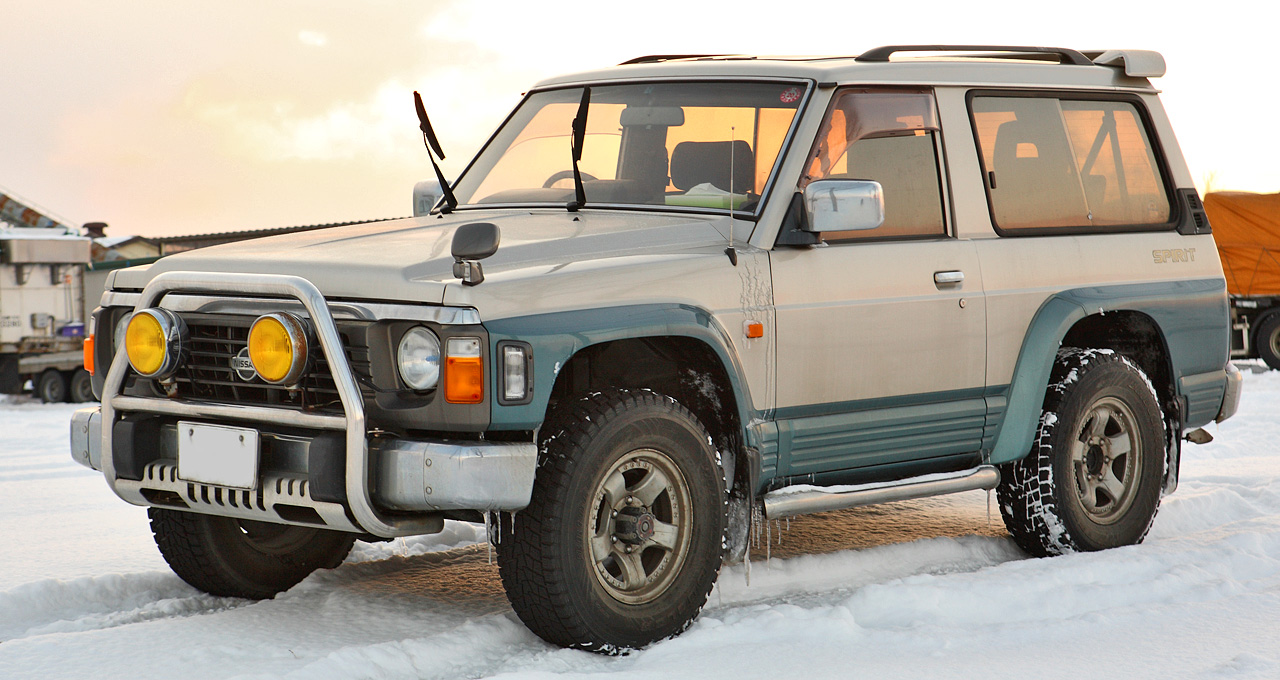
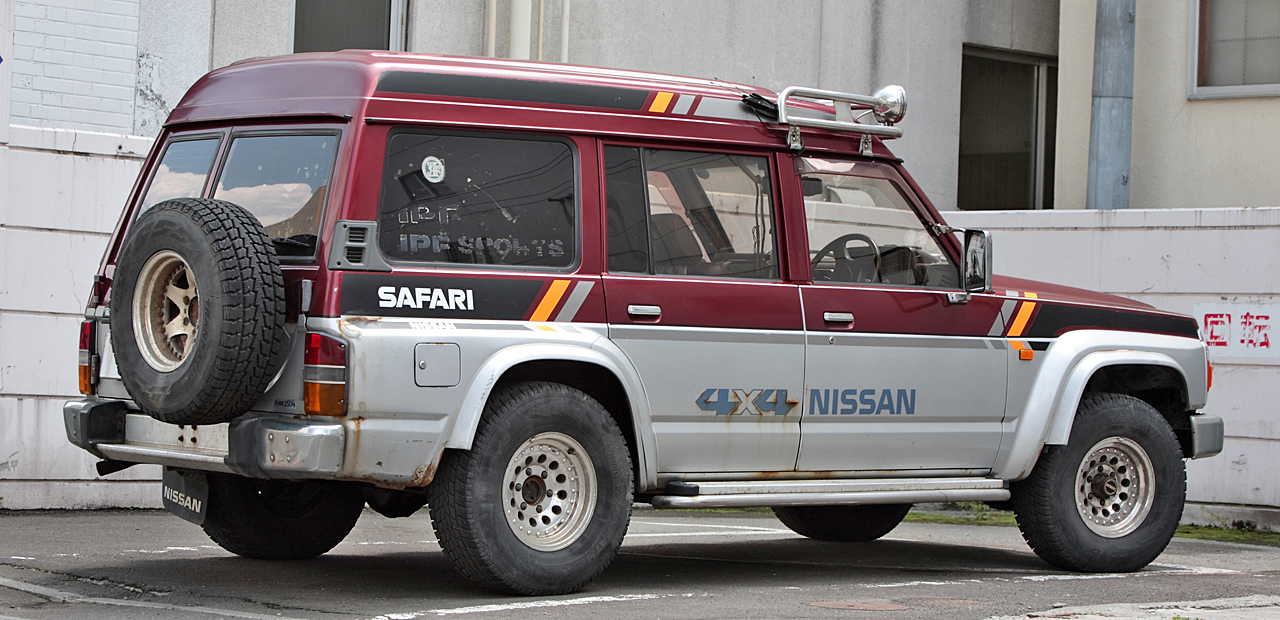
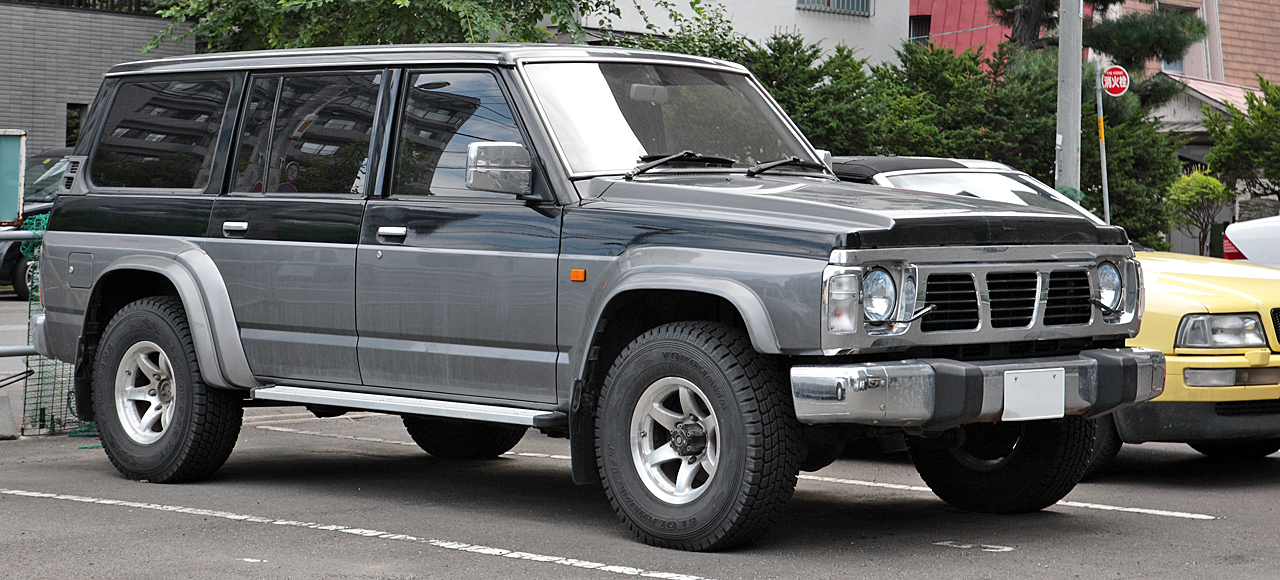
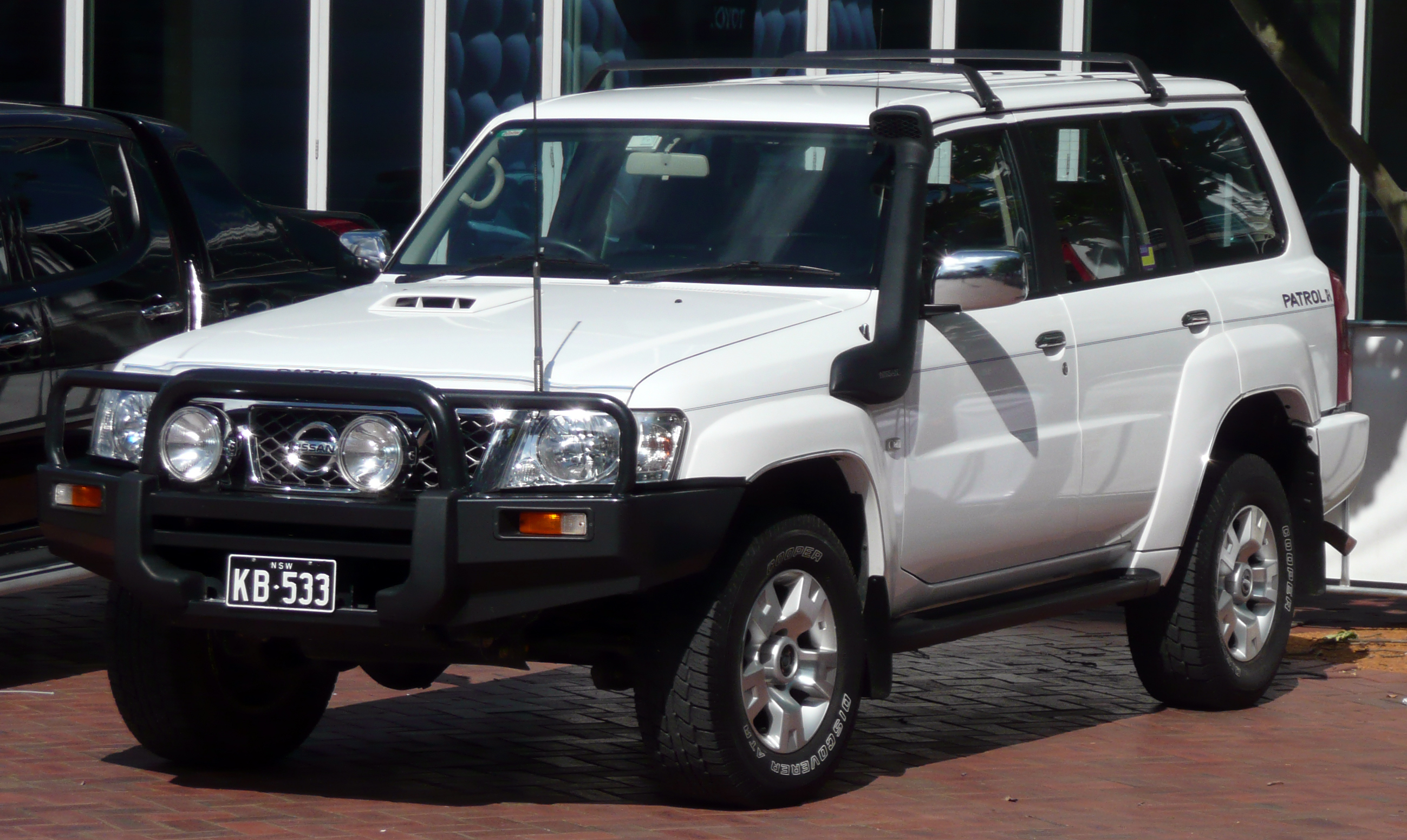
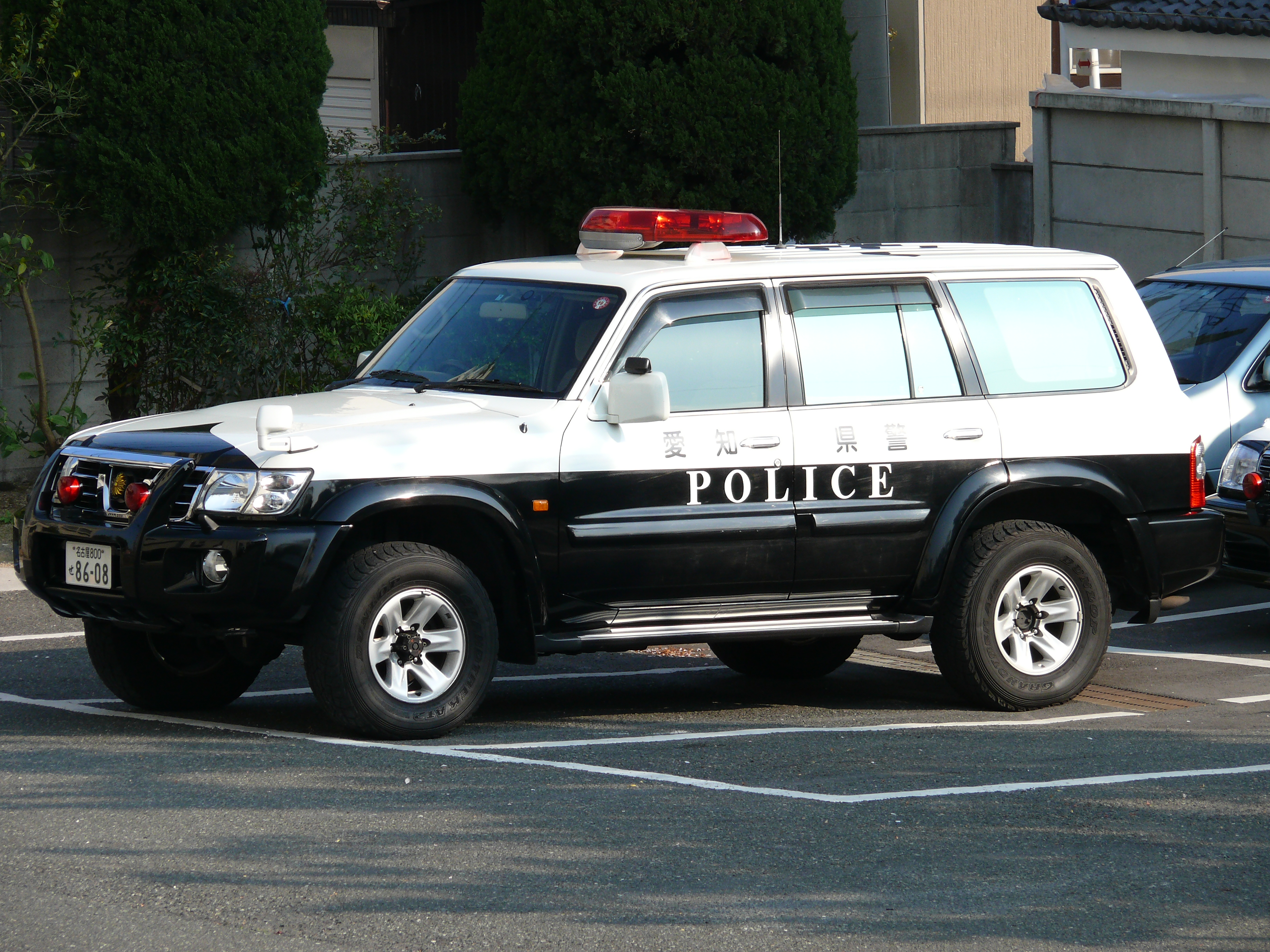
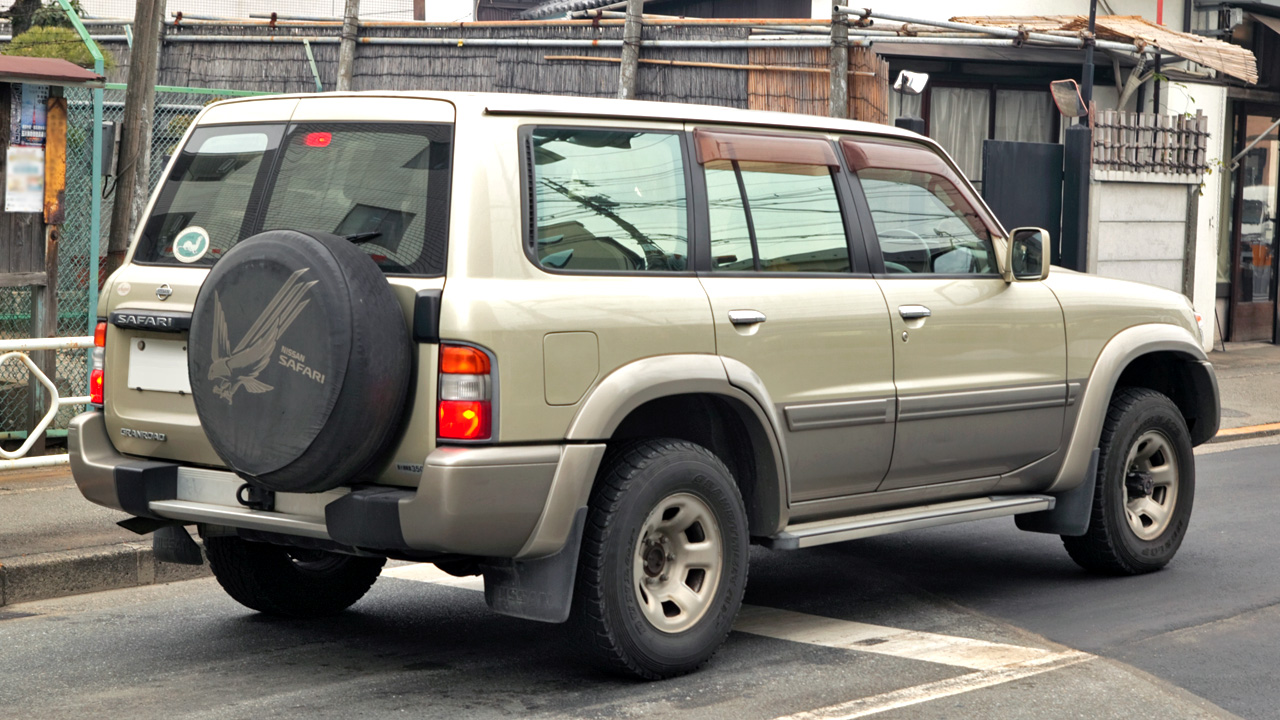
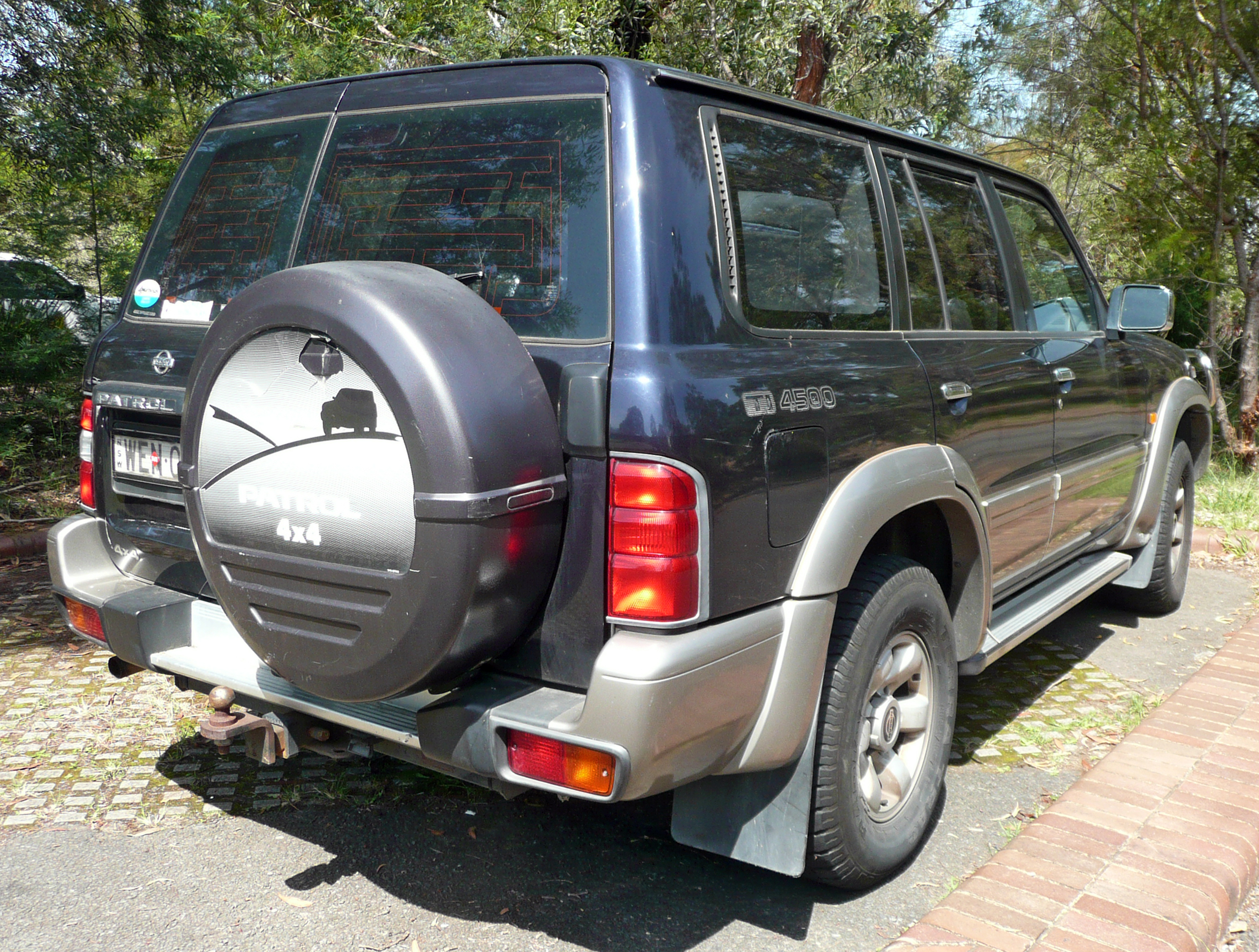
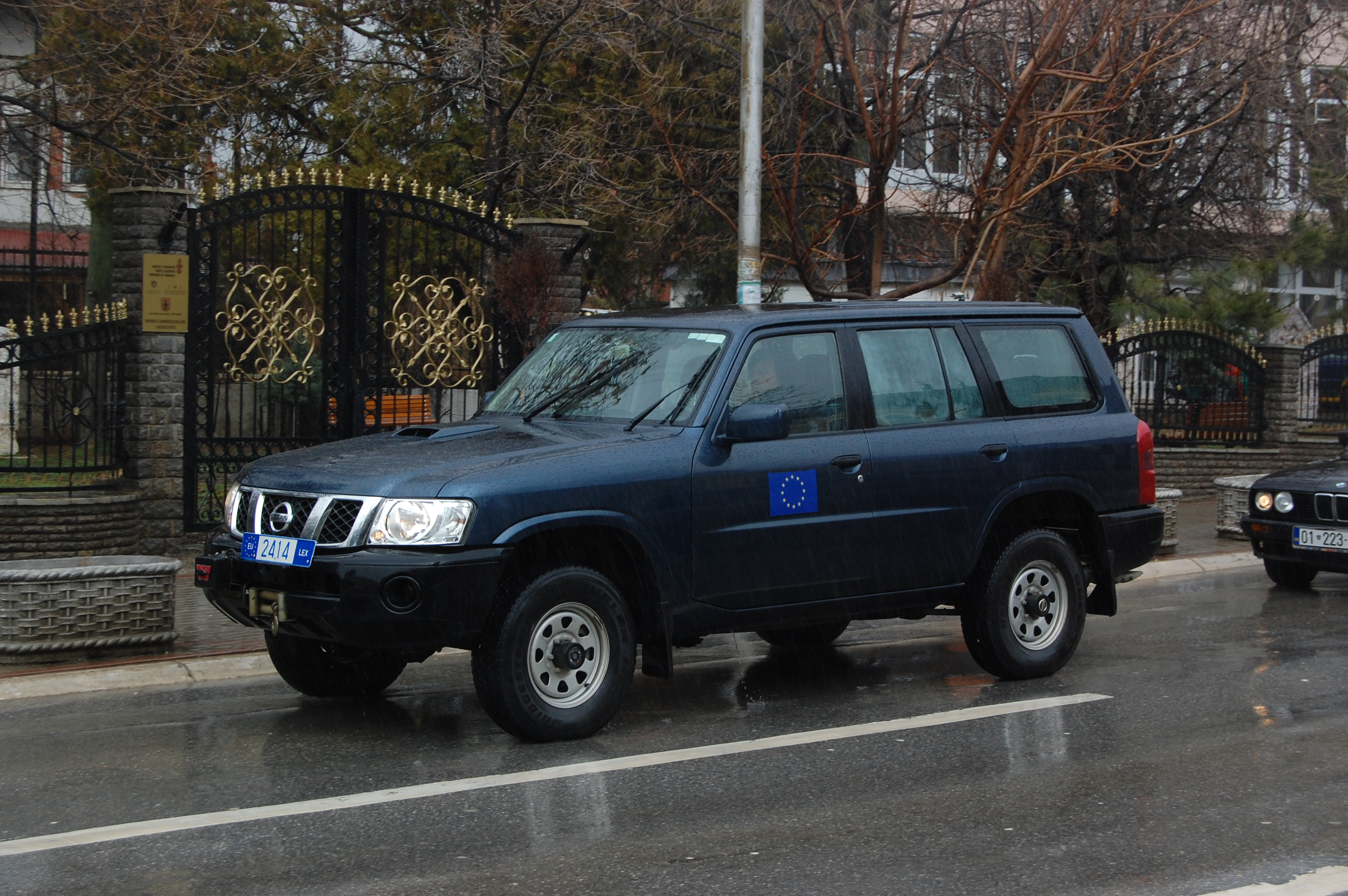
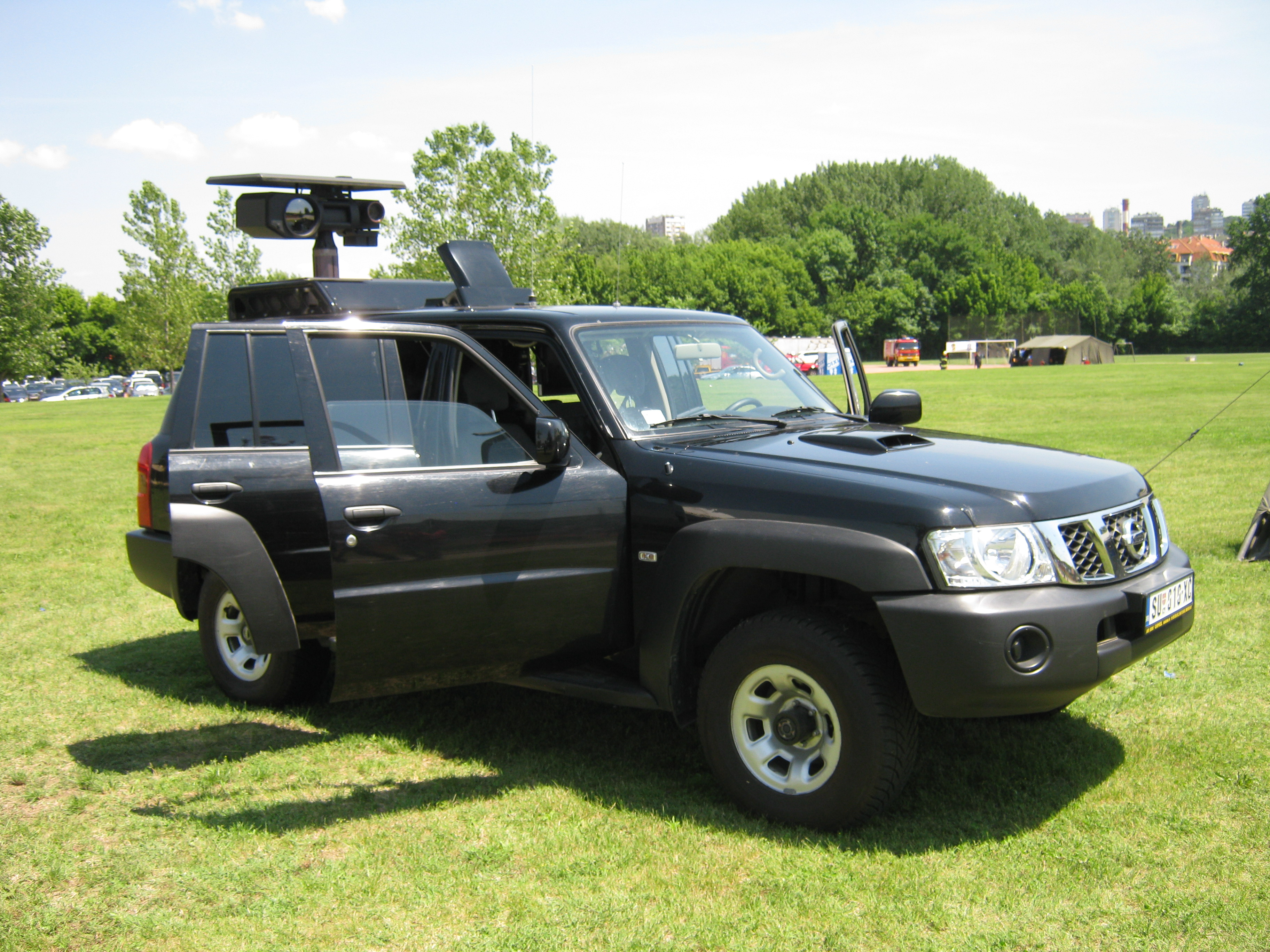
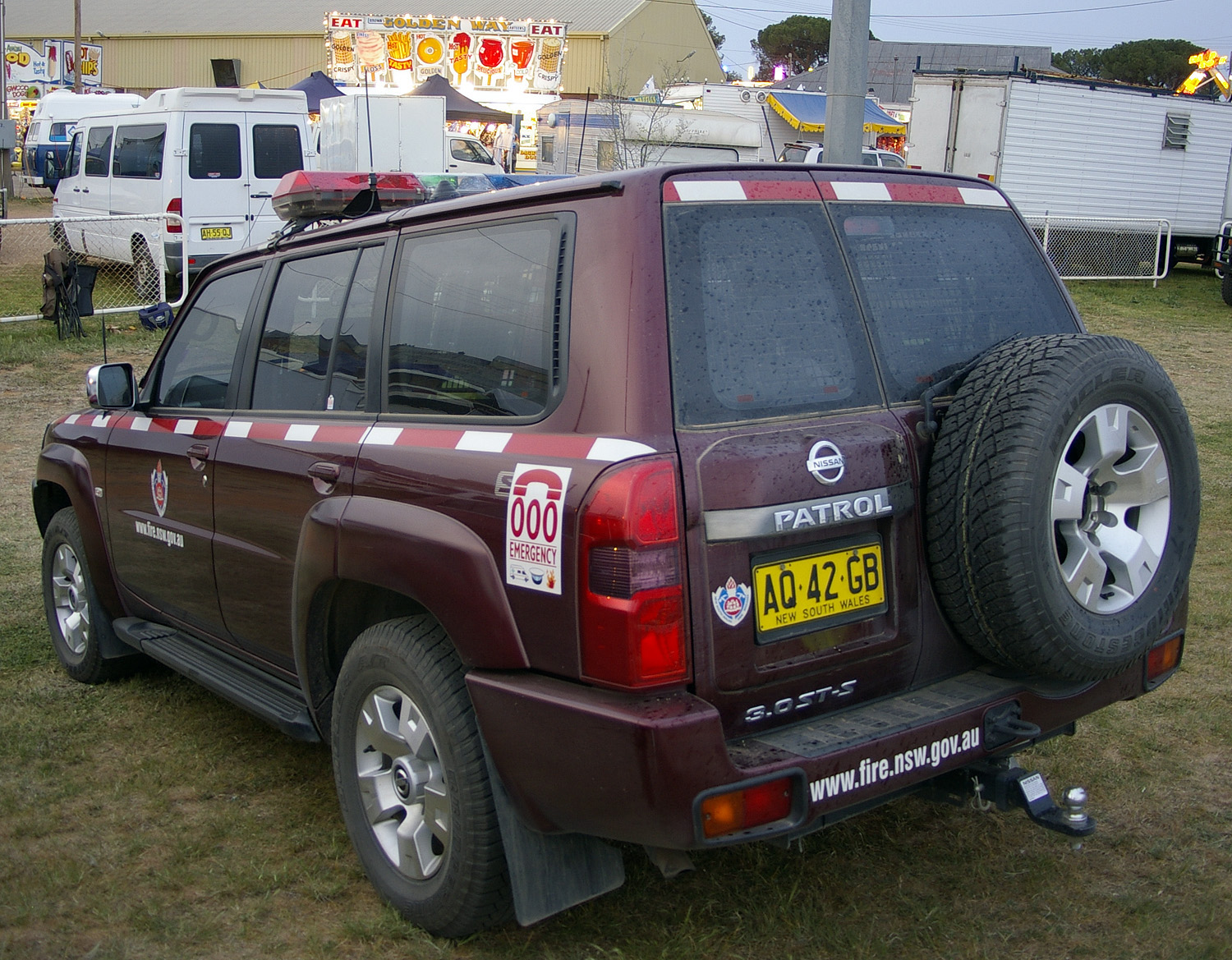
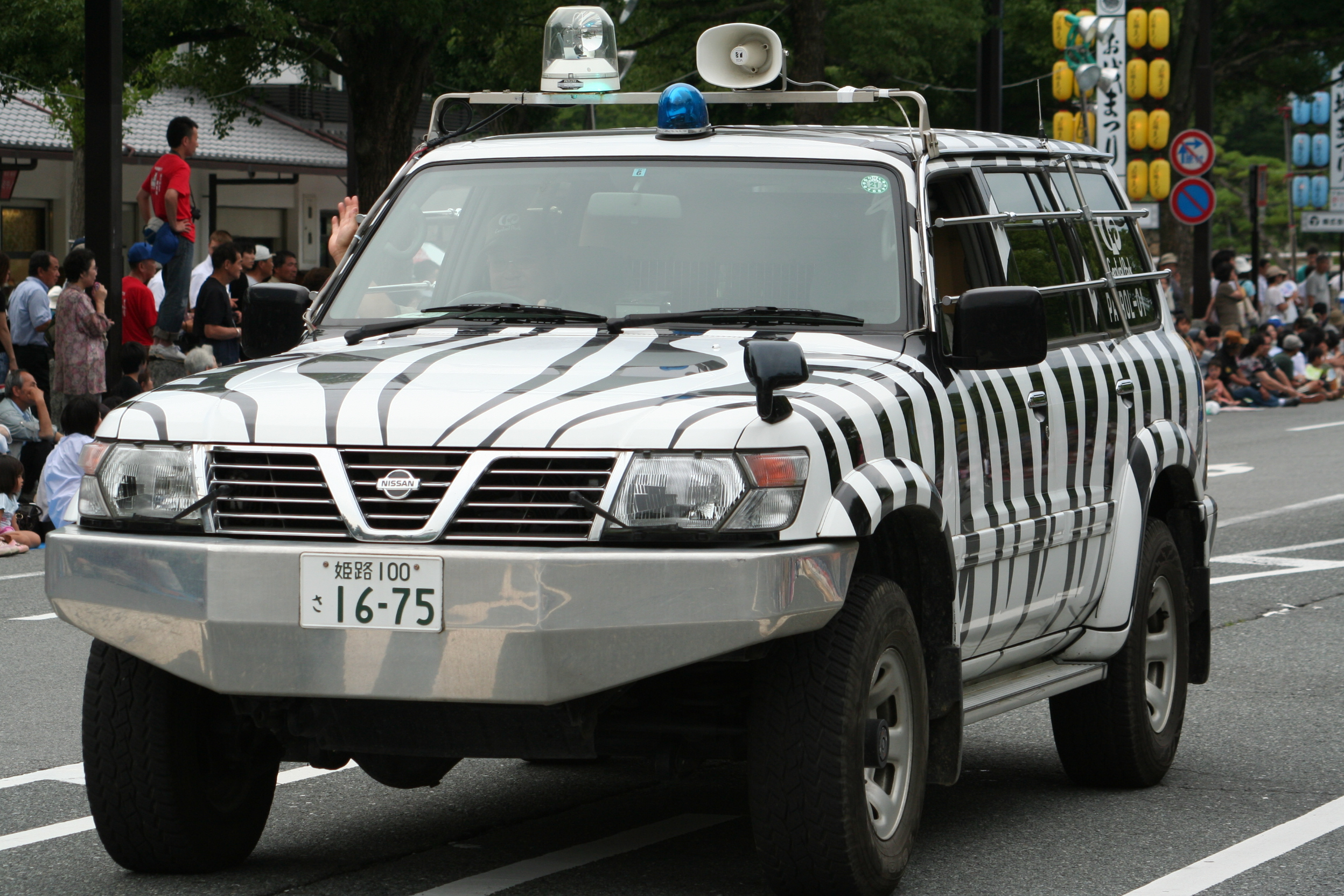
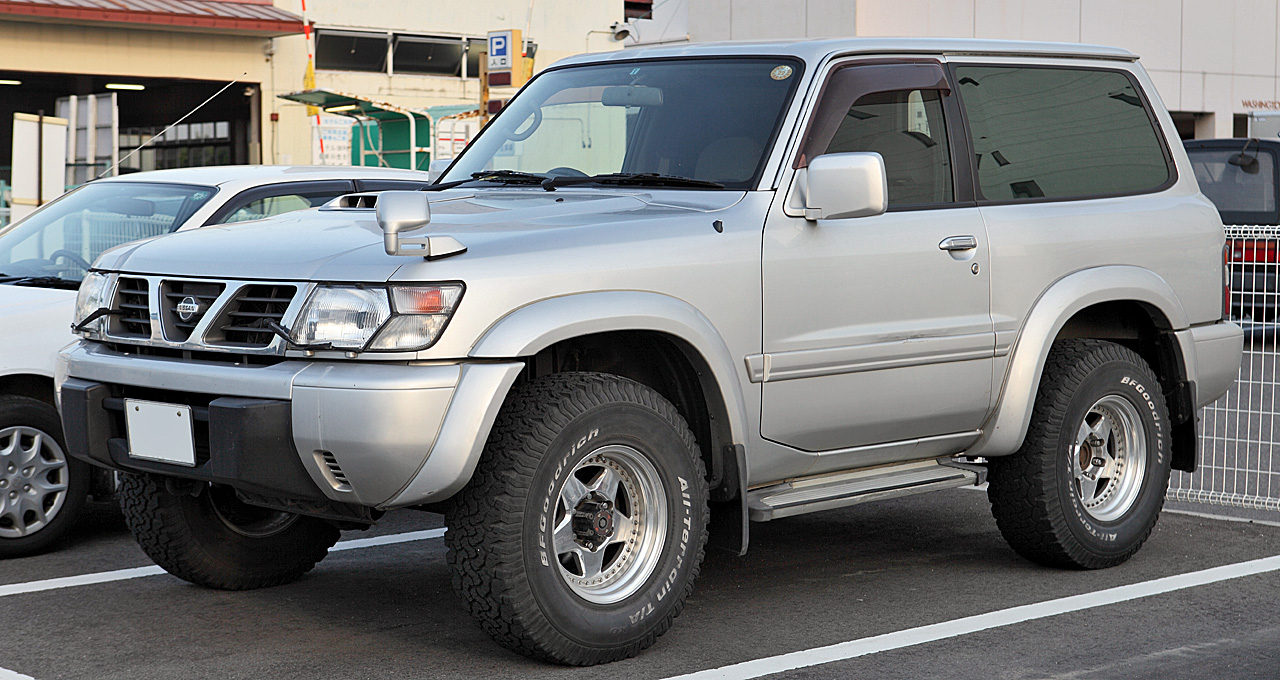
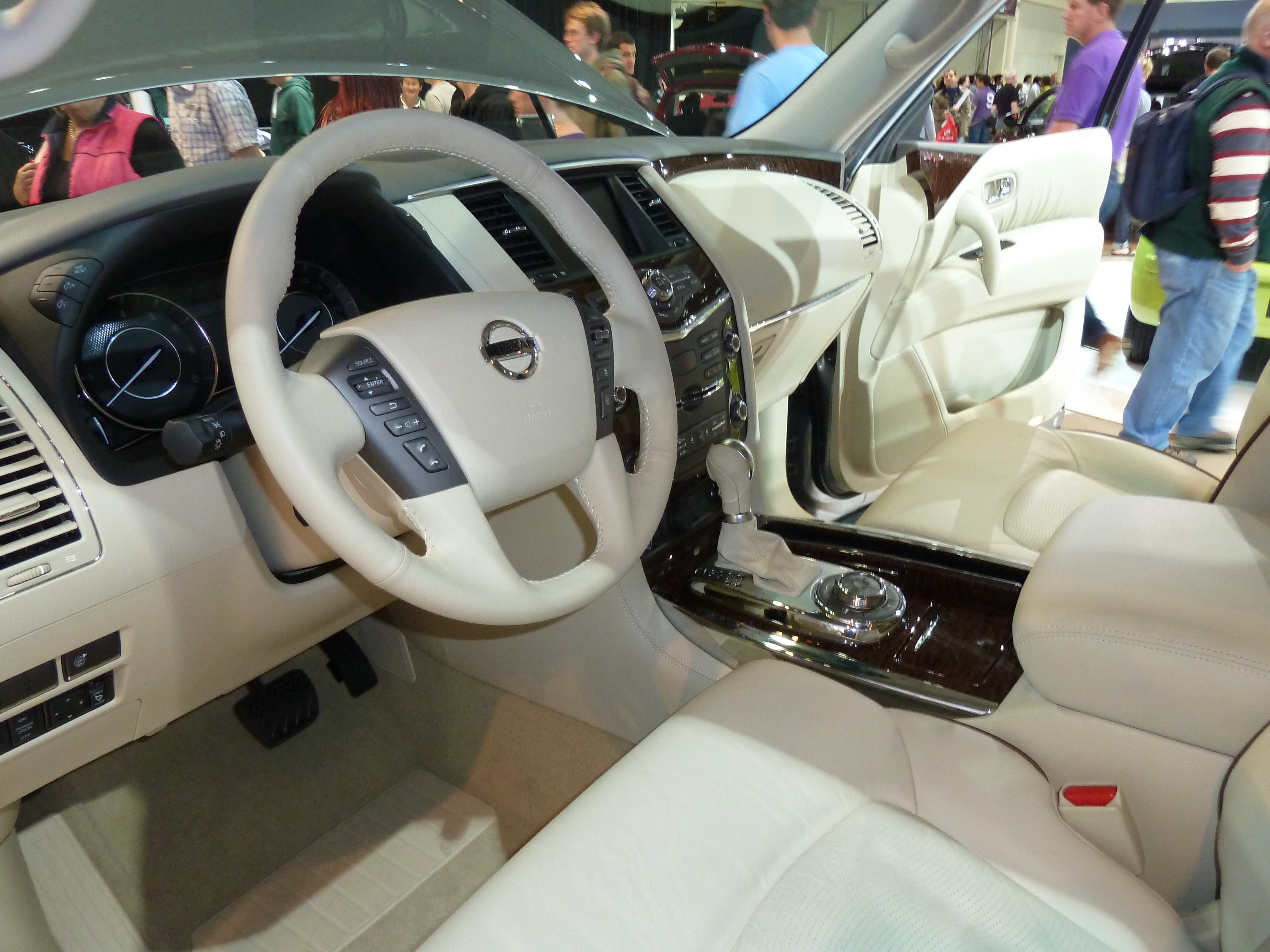
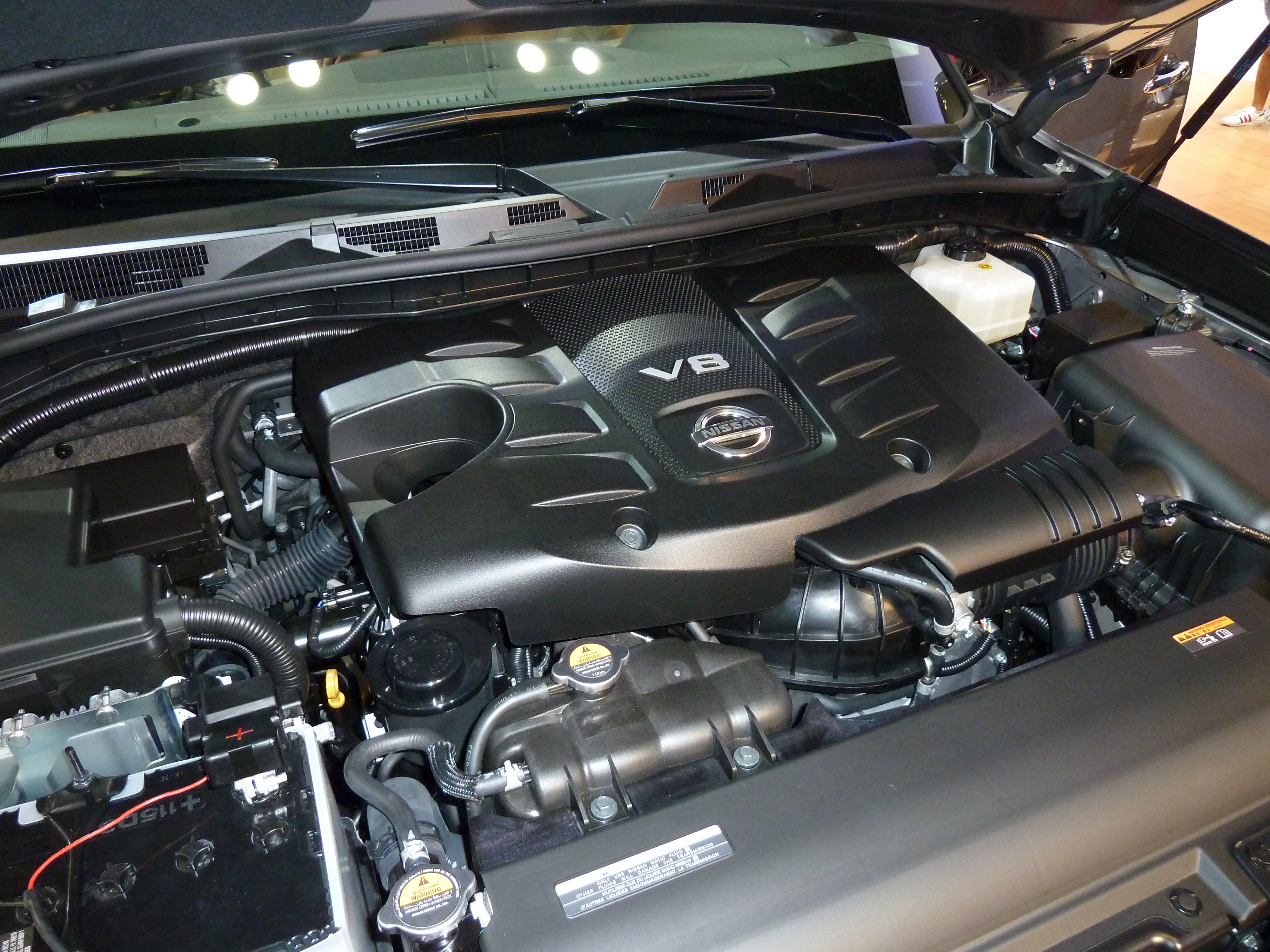
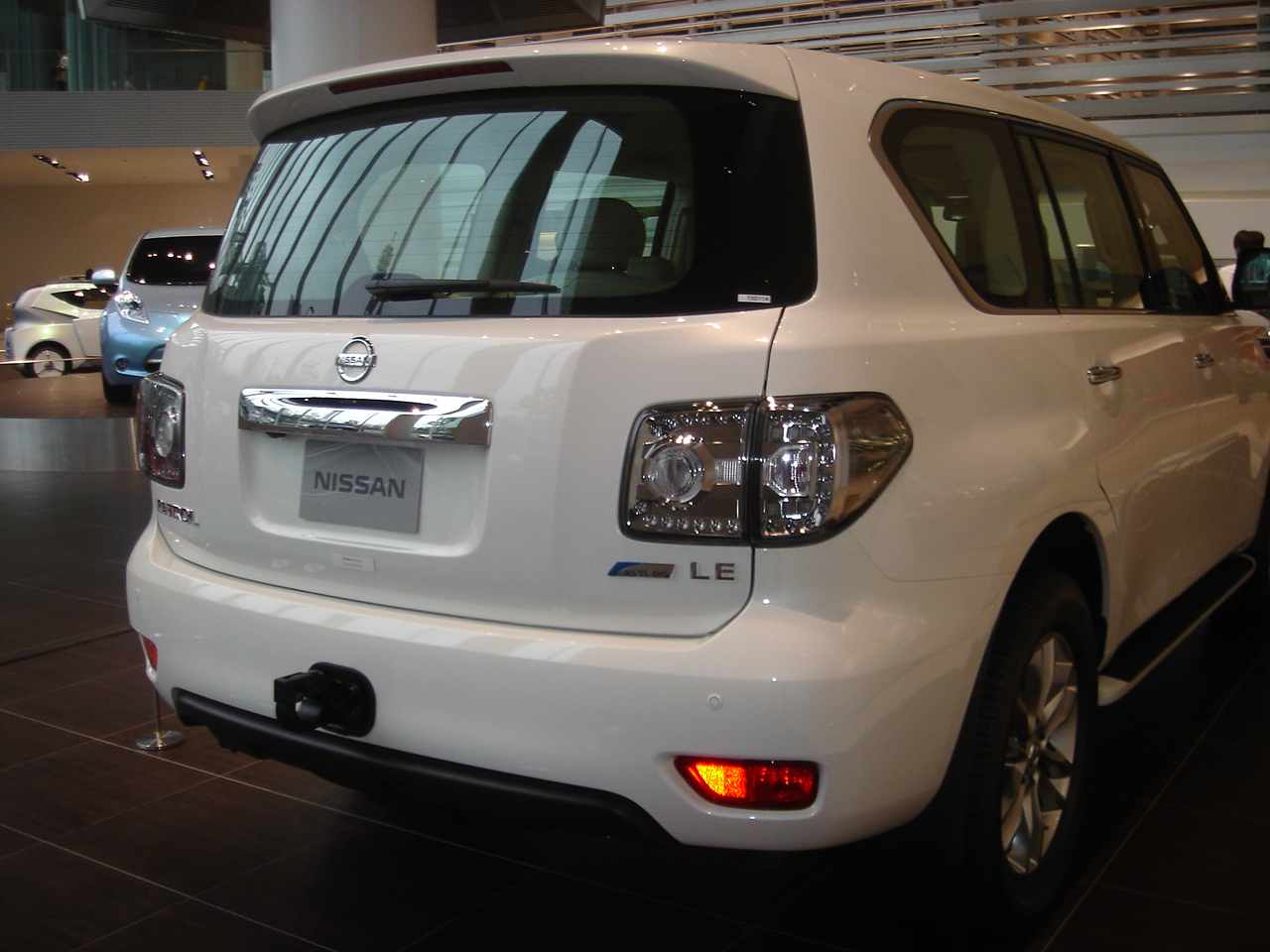

پیش از فیس‌لیفت

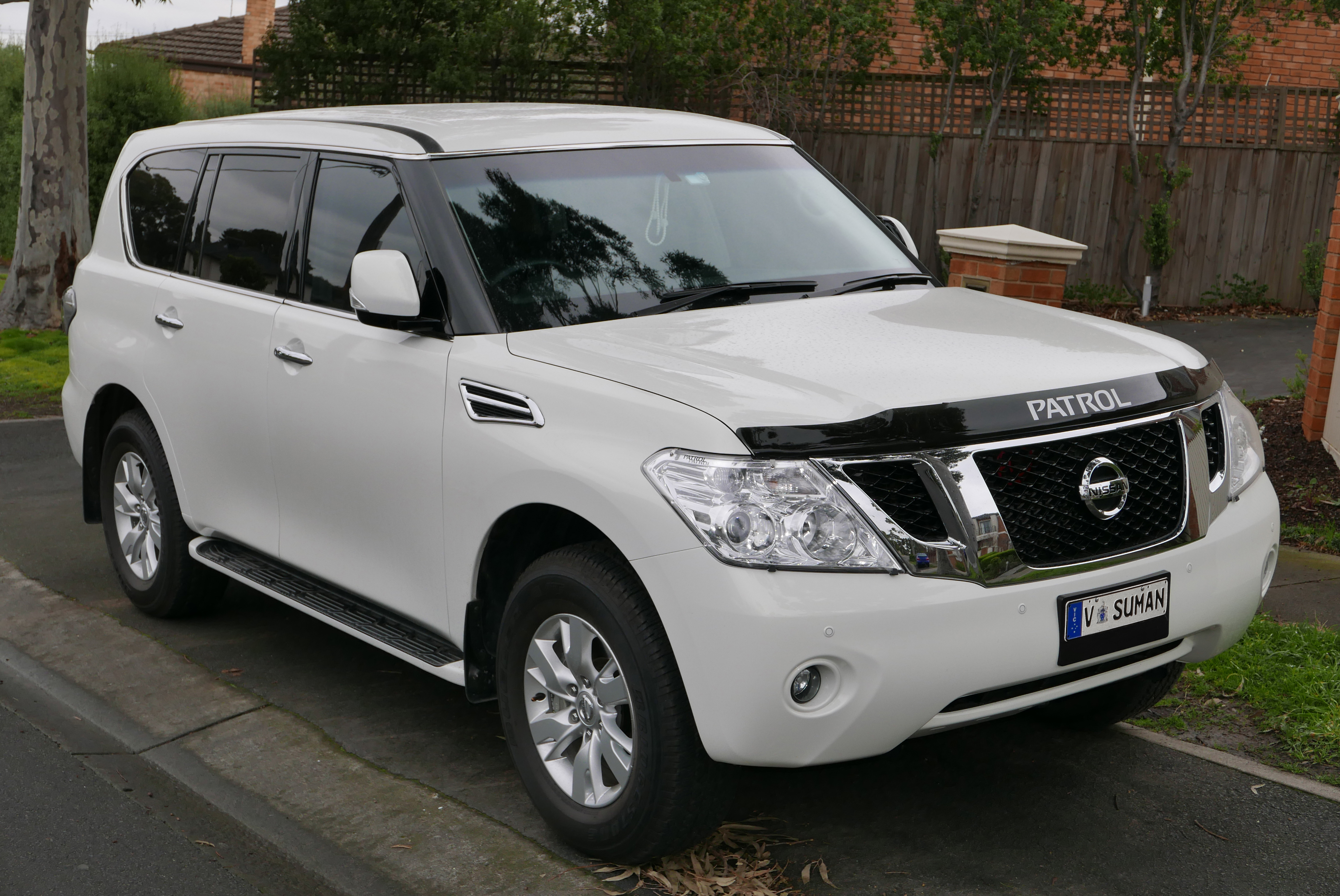
نمای جلو
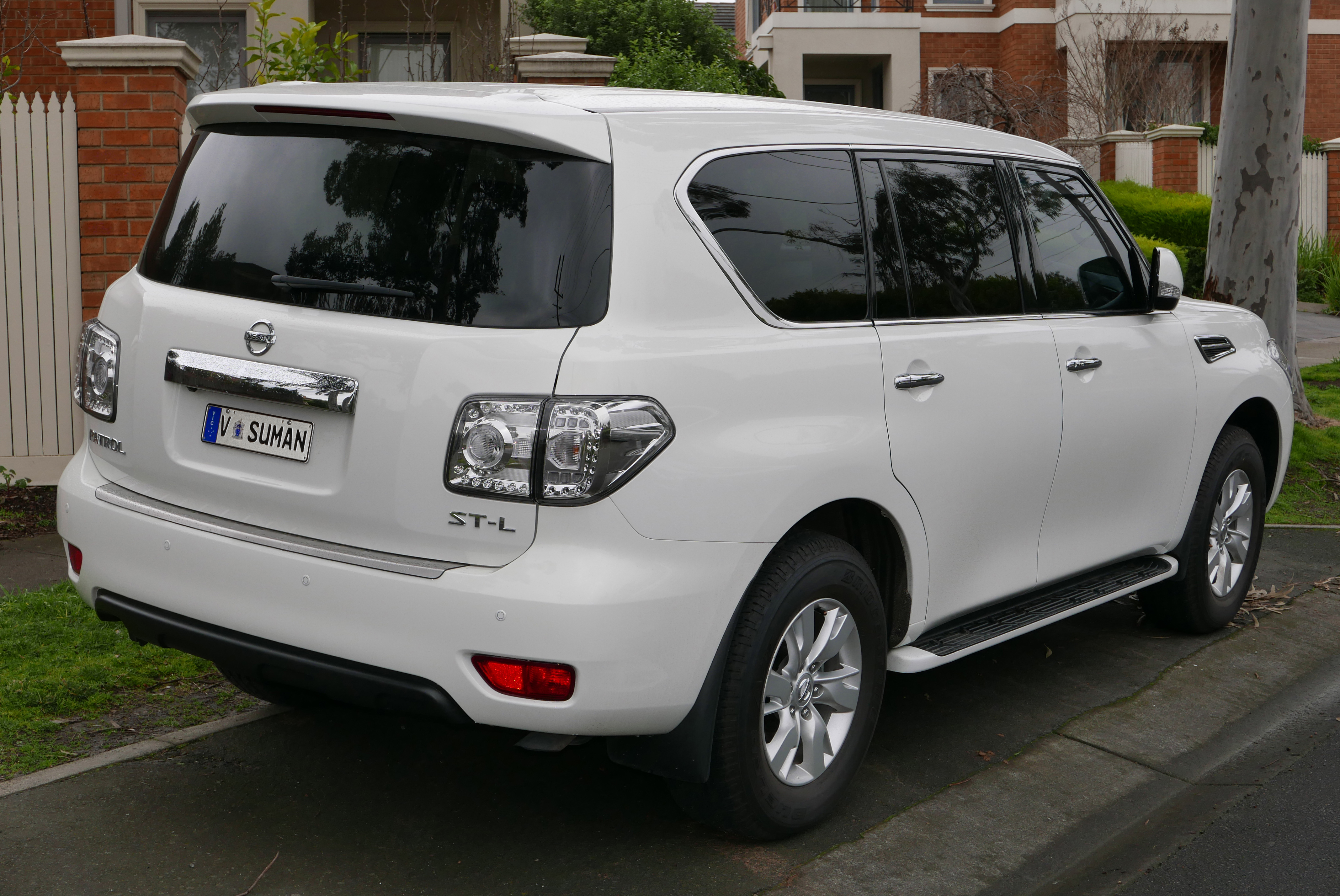
نمای عقب

فیس‌لیفت اول

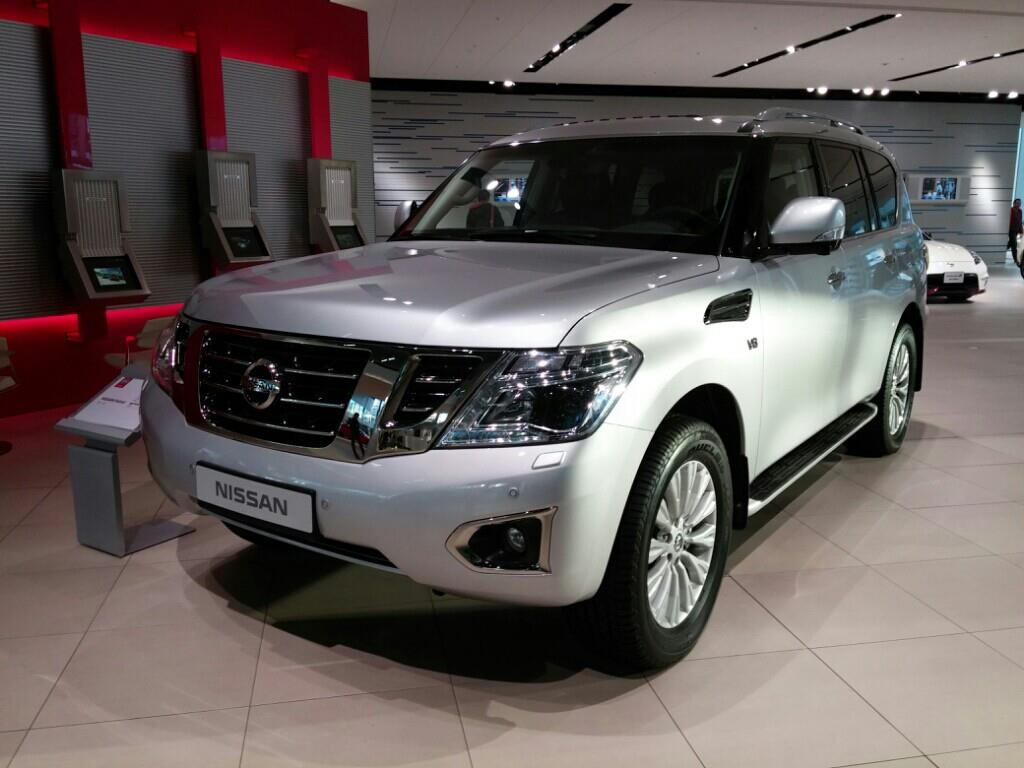
نمای جلو
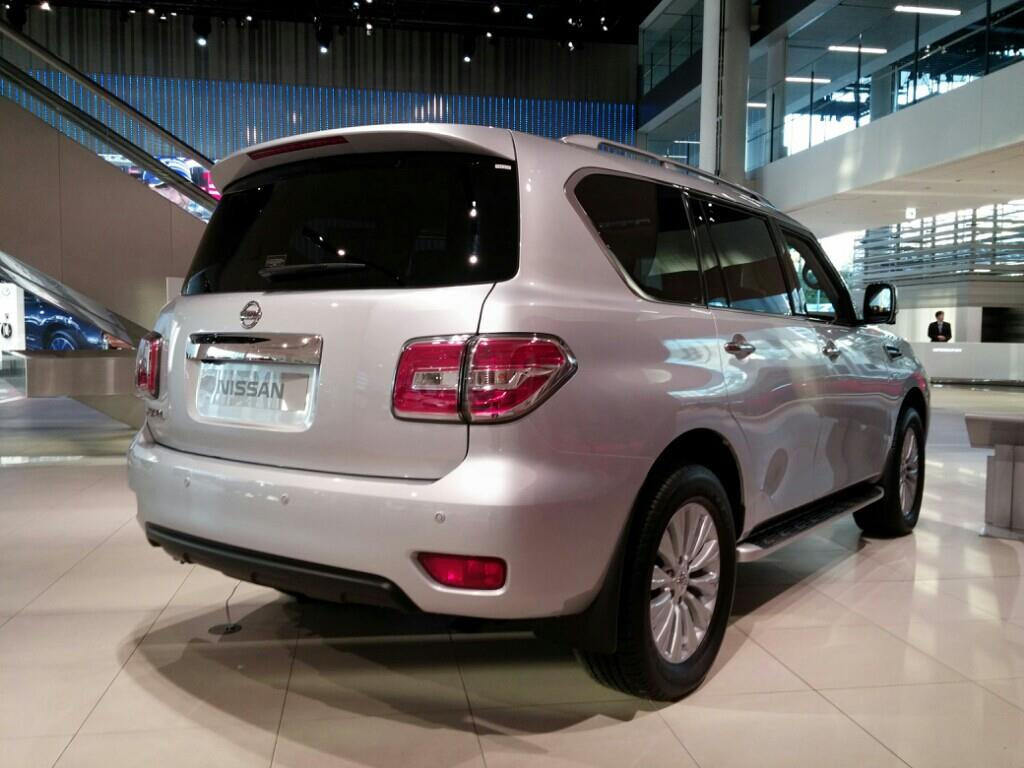
نمای عقب

فیس‌لیفت دوم

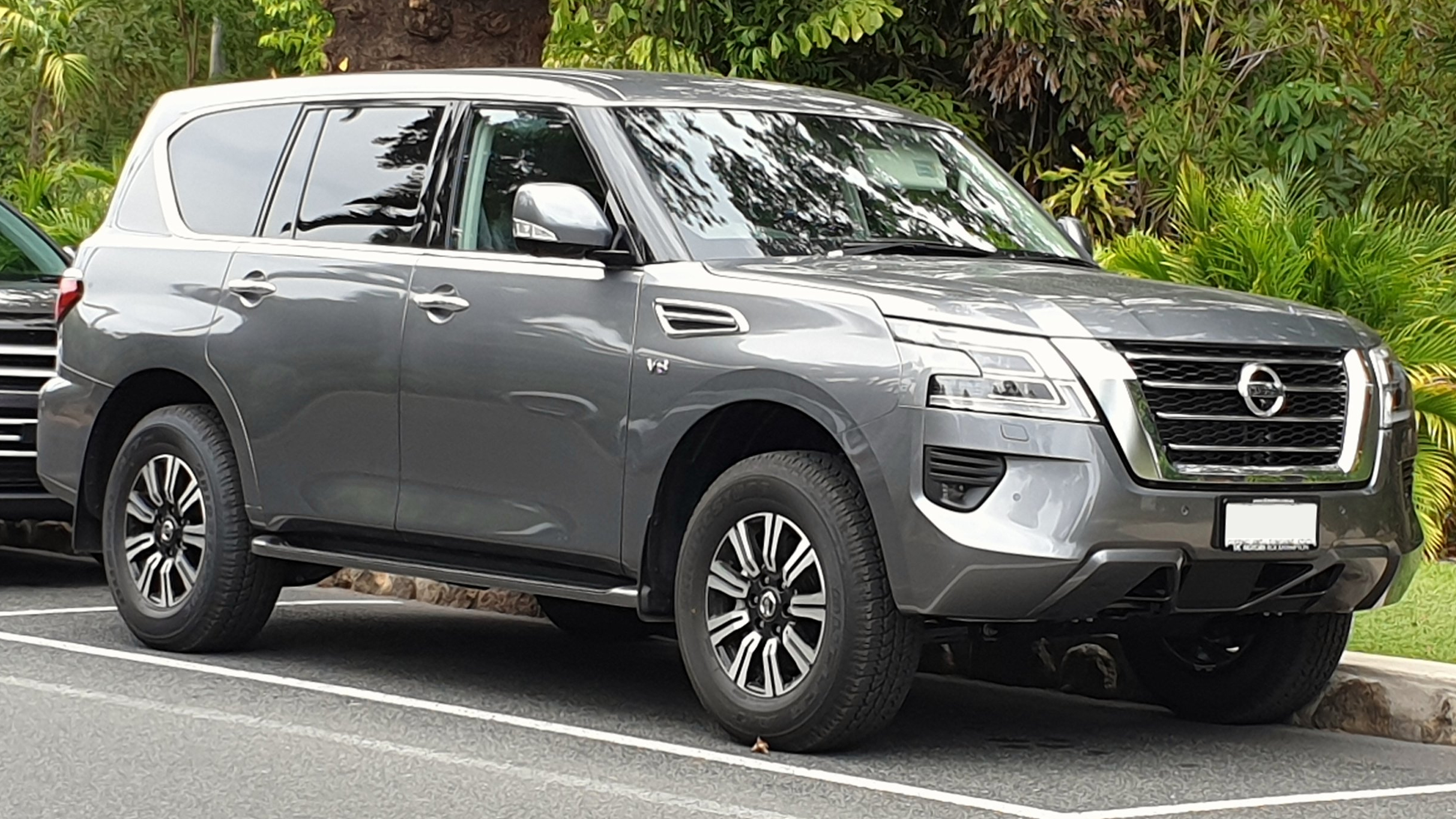
نمای جلو
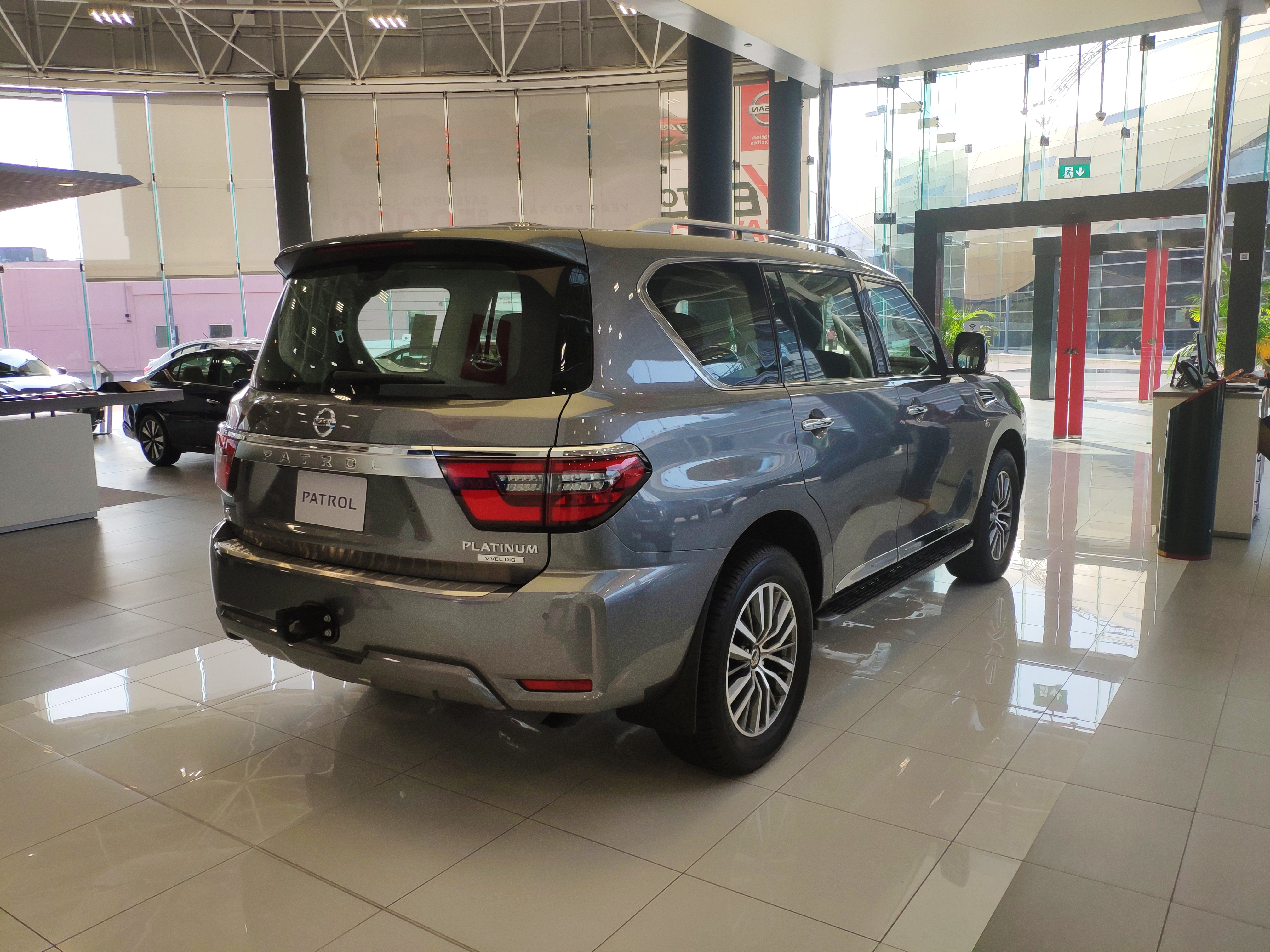
نمای عقب
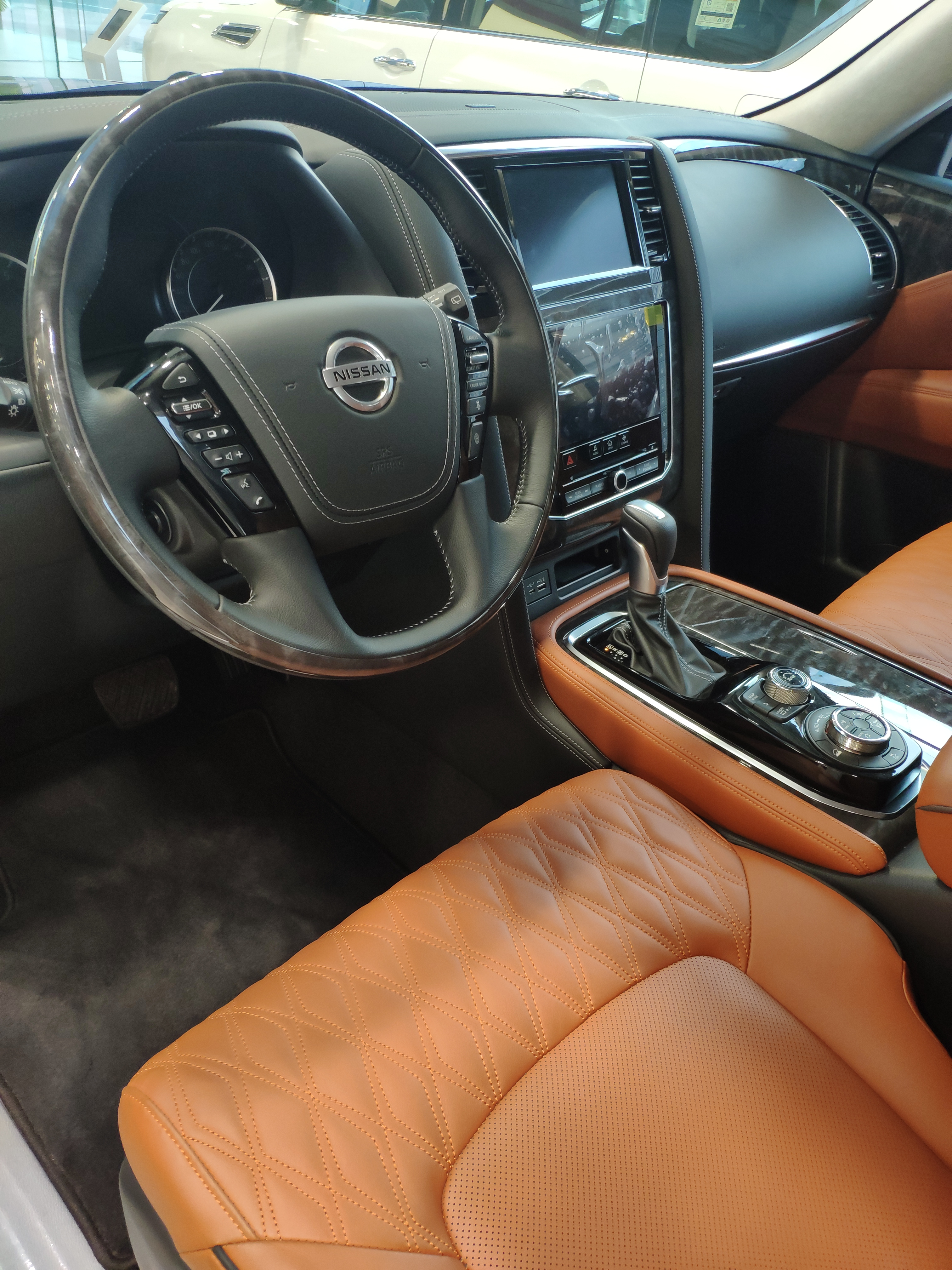
نمای داخلی

نیسان آرمادا
- نمای جلو
- نمای عقب

فیس‌لیفت
- نمای جلو
- نمای عقب